# Llista d'asteroides (247001-248000)
Llista d'asteroides del 247.001 al 248.000, amb data de descoberta i descobridor. És un fragment de la llista d'asteroides completa. Als asteroides se'ls dona un número quan es confirma la seva òrbita, per tant apareixen llistats aproximadament segons la data de descobriment.

## 247001-247100
| Nom    | Designació provisional | Data de descobriment   | Lloc de descobriment | Descobridor/s          |
| ------ | ---------------------- | ---------------------- | -------------------- | ---------------------- |
| 247001 | 1999 VL60              | 4 de novembre de 1999  | Socorro              | LINEAR                 |
| 247002 | 1999 VF64              | 4 de novembre de 1999  | Socorro              | LINEAR                 |
| 247003 | 1999 VJ79              | 4 de novembre de 1999  | Socorro              | LINEAR                 |
| 247004 | 1999 VF106             | 9 de novembre de 1999  | Socorro              | LINEAR                 |
| 247005 | 1999 VQ120             | 4 de novembre de 1999  | Kitt Peak            | Spacewatch             |
| 247006 | 1999 VK127             | 9 de novembre de 1999  | Kitt Peak            | Spacewatch             |
| 247007 | 1999 VG144             | 11 de novembre de 1999 | Catalina             | CSS                    |
| 247008 | 1999 VY147             | 14 de novembre de 1999 | Socorro              | LINEAR                 |
| 247009 | 1999 VG154             | 12 de novembre de 1999 | Kitt Peak            | Spacewatch             |
| 247010 | 1999 VM178             | 6 de novembre de 1999  | Socorro              | LINEAR                 |
| 247011 | 1999 VU191             | 9 de novembre de 1999  | Socorro              | LINEAR                 |
| 247012 | 1999 VL192             | 1 de novembre de 1999  | Anderson Mesa        | LONEOS                 |
| 247013 | 1999 VU197             | 3 de novembre de 1999  | Catalina             | CSS                    |
| 247014 | 1999 VH201             | 3 de novembre de 1999  | Socorro              | LINEAR                 |
| 247015 | 1999 VG218             | 5 de novembre de 1999  | Socorro              | LINEAR                 |
| 247016 | 1999 WE12              | 28 de novembre de 1999 | Kitt Peak            | Spacewatch             |
| 247017 | 1999 XQ9               | 2 de desembre de 1999  | Kitt Peak            | Spacewatch             |
| 247018 | 1999 XE48              | 7 de desembre de 1999  | Socorro              | LINEAR                 |
| 247019 | 1999 XJ55              | 7 de desembre de 1999  | Socorro              | LINEAR                 |
| 247020 | 1999 XM108             | 4 de desembre de 1999  | Catalina             | CSS                    |
| 247021 | 1999 XH199             | 12 de desembre de 1999 | Socorro              | LINEAR                 |
| 247022 | 1999 XW200             | 12 de desembre de 1999 | Socorro              | LINEAR                 |
| 247023 | 1999 XG238             | 2 de desembre de 1999  | Kitt Peak            | Spacewatch             |
| 247024 | 1999 XR255             | 4 de desembre de 1999  | Kitt Peak            | Spacewatch             |
| 247025 | 1999 YL7               | 27 de desembre de 1999 | Kitt Peak            | Spacewatch             |
| 247026 | 1999 YX16              | 31 de desembre de 1999 | Kitt Peak            | Spacewatch             |
| 247027 | 2000 AV25              | 3 de gener de 2000     | Socorro              | LINEAR                 |
| 247028 | 2000 AZ70              | 5 de gener de 2000     | Socorro              | LINEAR                 |
| 247029 | 2000 AX92              | 3 de gener de 2000     | Socorro              | LINEAR                 |
| 247030 | 2000 AS140             | 5 de gener de 2000     | Socorro              | LINEAR                 |
| 247031 | 2000 AW214             | 7 de gener de 2000     | Kitt Peak            | Spacewatch             |
| 247032 | 2000 BY12              | 28 de gener de 2000    | Kitt Peak            | Spacewatch             |
| 247033 | 2000 BN43              | 28 de gener de 2000    | Kitt Peak            | Spacewatch             |
| 247034 | 2000 CH76              | 9 de febrer de 2000    | Visnjan              | K. Korlevic            |
| 247035 | 2000 DY24              | 29 de febrer de 2000   | Socorro              | LINEAR                 |
| 247036 | 2000 EA31              | 5 de març de 2000      | Socorro              | LINEAR                 |
| 247037 | 2000 EF72              | 10 de març de 2000     | Kitt Peak            | Spacewatch             |
| 247038 | 2000 ET83              | 5 de març de 2000      | Socorro              | LINEAR                 |
| 247039 | 2000 ET111             | 9 de març de 2000      | Kitt Peak            | Spacewatch             |
| 247040 | 2000 EQ116             | 10 de març de 2000     | Socorro              | LINEAR                 |
| 247041 | 2000 FJ1               | 26 de març de 2000     | Socorro              | LINEAR                 |
| 247042 | 2000 FB55              | 29 de març de 2000     | Socorro              | LINEAR                 |
| 247043 | 2000 GS11              | 5 d'abril de 2000      | Socorro              | LINEAR                 |
| 247044 | 2000 GA24              | 5 d'abril de 2000      | Socorro              | LINEAR                 |
| 247045 | 2000 GL156             | 6 d'abril de 2000      | Socorro              | LINEAR                 |
| 247046 | 2000 GZ159             | 7 d'abril de 2000      | Socorro              | LINEAR                 |
| 247047 | 2000 HB51              | 29 d'abril de 2000     | Socorro              | LINEAR                 |
| 247048 | 2000 HJ101             | 26 d'abril de 2000     | Kitt Peak            | Spacewatch             |
| 247049 | 2000 HY101             | 27 d'abril de 2000     | Anderson Mesa        | LONEOS                 |
| 247050 | 2000 JR31              | 11 de maig de 2000     | Kitt Peak            | Spacewatch             |
| 247051 | 2000 LZ                | 2 de juny de 2000      | Ondrejov             | P. Pravec, P. Kusnirak |
| 247052 | 2000 LP2               | 1 de juny de 2000      | Kitt Peak            | Spacewatch             |
| 247053 | 2000 NV19              | 5 de juliol de 2000    | Anderson Mesa        | LONEOS                 |
| 247054 | 2000 OJ53              | 30 de juliol de 2000   | Socorro              | LINEAR                 |
| 247055 | 2000 OD56              | 29 de juliol de 2000   | Anderson Mesa        | LONEOS                 |
| 247056 | 2000 QW1               | 22 d'agost de 2000     | Socorro              | LINEAR                 |
| 247057 | 2000 QO40              | 24 d'agost de 2000     | Socorro              | LINEAR                 |
| 247058 | 2000 QV62              | 28 d'agost de 2000     | Socorro              | LINEAR                 |
| 247059 | 2000 QC80              | 24 d'agost de 2000     | Socorro              | LINEAR                 |
| 247060 | 2000 QC99              | 28 d'agost de 2000     | Socorro              | LINEAR                 |
| 247061 | 2000 QF100             | 28 d'agost de 2000     | Socorro              | LINEAR                 |
| 247062 | 2000 QN115             | 25 d'agost de 2000     | Socorro              | LINEAR                 |
| 247063 | 2000 QY124             | 29 d'agost de 2000     | Socorro              | LINEAR                 |
| 247064 | 2000 QE156             | 31 d'agost de 2000     | Socorro              | LINEAR                 |
| 247065 | 2000 QZ218             | 20 d'agost de 2000     | Anderson Mesa        | LONEOS                 |
| 247066 | 2000 RV16              | 1 de setembre de 2000  | Socorro              | LINEAR                 |
| 247067 | 2000 RS25              | 1 de setembre de 2000  | Socorro              | LINEAR                 |
| 247068 | 2000 RJ28              | 1 de setembre de 2000  | Socorro              | LINEAR                 |
| 247069 | 2000 RM31              | 1 de setembre de 2000  | Socorro              | LINEAR                 |
| 247070 | 2000 RN80              | 1 de setembre de 2000  | Socorro              | LINEAR                 |
| 247071 | 2000 RG83              | 1 de setembre de 2000  | Socorro              | LINEAR                 |
| 247072 | 2000 RH87              | 2 de setembre de 2000  | Anderson Mesa        | LONEOS                 |
| 247073 | 2000 RB89              | 3 de setembre de 2000  | Socorro              | LINEAR                 |
| 247074 | 2000 RN104             | 6 de setembre de 2000  | Socorro              | LINEAR                 |
| 247075 | 2000 SB2               | 20 de setembre de 2000 | Socorro              | LINEAR                 |
| 247076 | 2000 SM15              | 23 de setembre de 2000 | Socorro              | LINEAR                 |
| 247077 | 2000 SD40              | 24 de setembre de 2000 | Socorro              | LINEAR                 |
| 247078 | 2000 SQ40              | 24 de setembre de 2000 | Socorro              | LINEAR                 |
| 247079 | 2000 SE52              | 23 de setembre de 2000 | Socorro              | LINEAR                 |
| 247080 | 2000 SV56              | 24 de setembre de 2000 | Socorro              | LINEAR                 |
| 247081 | 2000 SS72              | 24 de setembre de 2000 | Socorro              | LINEAR                 |
| 247082 | 2000 ST73              | 24 de setembre de 2000 | Socorro              | LINEAR                 |
| 247083 | 2000 SQ83              | 24 de setembre de 2000 | Socorro              | LINEAR                 |
| 247084 | 2000 SB115             | 24 de setembre de 2000 | Socorro              | LINEAR                 |
| 247085 | 2000 ST136             | 23 de setembre de 2000 | Socorro              | LINEAR                 |
| 247086 | 2000 SZ137             | 23 de setembre de 2000 | Socorro              | LINEAR                 |
| 247087 | 2000 SC145             | 24 de setembre de 2000 | Socorro              | LINEAR                 |
| 247088 | 2000 SS146             | 24 de setembre de 2000 | Socorro              | LINEAR                 |
| 247089 | 2000 SP163             | 21 de setembre de 2000 | Socorro              | LINEAR                 |
| 247090 | 2000 SH165             | 23 de setembre de 2000 | Socorro              | LINEAR                 |
| 247091 | 2000 SX177             | 28 de setembre de 2000 | Socorro              | LINEAR                 |
| 247092 | 2000 SD187             | 21 de setembre de 2000 | Haleakala            | NEAT                   |
| 247093 | 2000 SJ223             | 27 de setembre de 2000 | Socorro              | LINEAR                 |
| 247094 | 2000 SJ249             | 24 de setembre de 2000 | Socorro              | LINEAR                 |
| 247095 | 2000 SK262             | 25 de setembre de 2000 | Socorro              | LINEAR                 |
| 247096 | 2000 ST290             | 27 de setembre de 2000 | Socorro              | LINEAR                 |
| 247097 | 2000 SL294             | 27 de setembre de 2000 | Socorro              | LINEAR                 |
| 247098 | 2000 SE299             | 28 de setembre de 2000 | Socorro              | LINEAR                 |
| 247099 | 2000 SH299             | 28 de setembre de 2000 | Socorro              | LINEAR                 |
| 247100 | 2000 SE305             | 30 de setembre de 2000 | Socorro              | LINEAR                 |

## 247101-247200
| Nom    | Designació provisional | Data de descobriment   | Lloc de descobriment | Descobridor/s         |
| ------ | ---------------------- | ---------------------- | -------------------- | --------------------- |
| 247101 | 2000 SL314             | 28 de setembre de 2000 | Socorro              | LINEAR                |
| 247102 | 2000 SA315             | 28 de setembre de 2000 | Socorro              | LINEAR                |
| 247103 | 2000 SL317             | 30 de setembre de 2000 | Socorro              | LINEAR                |
| 247104 | 2000 SY345             | 21 de setembre de 2000 | Kitt Peak            | M. W. Buie            |
| 247105 | 2000 SQ348             | 30 de setembre de 2000 | Anderson Mesa        | LONEOS                |
| 247106 | 2000 TF6               | 1 d'octubre de 2000    | Socorro              | LINEAR                |
| 247107 | 2000 TE16              | 1 d'octubre de 2000    | Socorro              | LINEAR                |
| 247108 | 2000 TG58              | 2 d'octubre de 2000    | Socorro              | LINEAR                |
| 247109 | 2000 TT59              | 2 d'octubre de 2000    | Anderson Mesa        | LONEOS                |
| 247110 | 2000 TS61              | 2 d'octubre de 2000    | Socorro              | LINEAR                |
| 247111 | 2000 TZ63              | 3 d'octubre de 2000    | Socorro              | LINEAR                |
| 247112 | 2000 UL                | 19 d'octubre de 2000   | Needville            | Needville             |
| 247113 | 2000 UC12              | 18 d'octubre de 2000   | Socorro              | LINEAR                |
| 247114 | 2000 UA23              | 24 d'octubre de 2000   | Socorro              | LINEAR                |
| 247115 | 2000 UY43              | 24 d'octubre de 2000   | Socorro              | LINEAR                |
| 247116 | 2000 UQ52              | 24 d'octubre de 2000   | Socorro              | LINEAR                |
| 247117 | 2000 UJ63              | 25 d'octubre de 2000   | Socorro              | LINEAR                |
| 247118 | 2000 UK63              | 25 d'octubre de 2000   | Socorro              | LINEAR                |
| 247119 | 2000 UP63              | 25 d'octubre de 2000   | Socorro              | LINEAR                |
| 247120 | 2000 UJ70              | 25 d'octubre de 2000   | Socorro              | LINEAR                |
| 247121 | 2000 UL74              | 29 d'octubre de 2000   | Socorro              | LINEAR                |
| 247122 | 2000 UF77              | 24 d'octubre de 2000   | Socorro              | LINEAR                |
| 247123 | 2000 UE96              | 25 d'octubre de 2000   | Socorro              | LINEAR                |
| 247124 | 2000 UR98              | 25 d'octubre de 2000   | Socorro              | LINEAR                |
| 247125 | 2000 UQ102             | 25 d'octubre de 2000   | Socorro              | LINEAR                |
| 247126 | 2000 UE103             | 25 d'octubre de 2000   | Socorro              | LINEAR                |
| 247127 | 2000 VA12              | 1 de novembre de 2000  | Socorro              | LINEAR                |
| 247128 | 2000 VO18              | 1 de novembre de 2000  | Socorro              | LINEAR                |
| 247129 | 2000 VQ33              | 1 de novembre de 2000  | Socorro              | LINEAR                |
| 247130 | 2000 VW41              | 1 de novembre de 2000  | Socorro              | LINEAR                |
| 247131 | 2000 VG43              | 1 de novembre de 2000  | Socorro              | LINEAR                |
| 247132 | 2000 WV16              | 21 de novembre de 2000 | Socorro              | LINEAR                |
| 247133 | 2000 WQ38              | 20 de novembre de 2000 | Socorro              | LINEAR                |
| 247134 | 2000 WQ39              | 20 de novembre de 2000 | Socorro              | LINEAR                |
| 247135 | 2000 WA72              | 19 de novembre de 2000 | Socorro              | LINEAR                |
| 247136 | 2000 WS82              | 20 de novembre de 2000 | Socorro              | LINEAR                |
| 247137 | 2000 WR92              | 21 de novembre de 2000 | Socorro              | LINEAR                |
| 247138 | 2000 WY94              | 21 de novembre de 2000 | Socorro              | LINEAR                |
| 247139 | 2000 WP104             | 27 de novembre de 2000 | Eskridge             | G. Hug                |
| 247140 | 2000 WL114             | 20 de novembre de 2000 | Socorro              | LINEAR                |
| 247141 | 2000 WD153             | 29 de novembre de 2000 | Socorro              | LINEAR                |
| 247142 | 2000 WR154             | 30 de novembre de 2000 | Socorro              | LINEAR                |
| 247143 | 2000 WQ190             | 18 de novembre de 2000 | Anderson Mesa        | LONEOS                |
| 247144 | 2000 WV190             | 18 de novembre de 2000 | Anderson Mesa        | LONEOS                |
| 247145 | 2000 XG7               | 1 de desembre de 2000  | Socorro              | LINEAR                |
| 247146 | 2000 XC12              | 4 de desembre de 2000  | Socorro              | LINEAR                |
| 247147 | 2000 XX12              | 4 de desembre de 2000  | Socorro              | LINEAR                |
| 247148 | 2000 XR14              | 1 de desembre de 2000  | Haleakala            | NEAT                  |
| 247149 | 2000 XM23              | 4 de desembre de 2000  | Socorro              | LINEAR                |
| 247150 | 2000 XP25              | 4 de desembre de 2000  | Socorro              | LINEAR                |
| 247151 | 2000 XR44              | 8 de desembre de 2000  | Bohyunsan            | Y.-B. Jeon, B.-C. Lee |
| 247152 | 2000 XO46              | 7 de desembre de 2000  | Socorro              | LINEAR                |
| 247153 | 2000 YH10              | 21 de desembre de 2000 | Socorro              | LINEAR                |
| 247154 | 2000 YA21              | 28 de desembre de 2000 | Kitt Peak            | Spacewatch            |
| 247155 | 2000 YL22              | 28 de desembre de 2000 | Kitt Peak            | Spacewatch            |
| 247156 | 2000 YH29              | 23 de desembre de 2000 | Socorro              | LINEAR                |
| 247157 | 2000 YY32              | 30 de desembre de 2000 | Socorro              | LINEAR                |
| 247158 | 2000 YW38              | 30 de desembre de 2000 | Socorro              | LINEAR                |
| 247159 | 2000 YK51              | 30 de desembre de 2000 | Socorro              | LINEAR                |
| 247160 | 2000 YF54              | 30 de desembre de 2000 | Socorro              | LINEAR                |
| 247161 | 2000 YZ66              | 30 de desembre de 2000 | Kitt Peak            | Spacewatch            |
| 247162 | 2000 YO103             | 28 de desembre de 2000 | Socorro              | LINEAR                |
| 247163 | 2000 YS123             | 28 de desembre de 2000 | Kitt Peak            | Spacewatch            |
| 247164 | 2000 YL131             | 30 de desembre de 2000 | Anderson Mesa        | LONEOS                |
| 247165 | 2000 YN134             | 31 de desembre de 2000 | Anderson Mesa        | LONEOS                |
| 247166 | 2000 YW135             | 22 de desembre de 2000 | Socorro              | LINEAR                |
| 247167 | 2001 AT15              | 2 de gener de 2001     | Socorro              | LINEAR                |
| 247168 | 2001 AM28              | 5 de gener de 2001     | Socorro              | LINEAR                |
| 247169 | 2001 AX43              | 14 de gener de 2001    | Kitt Peak            | Spacewatch            |
| 247170 | 2001 BY10              | 16 de gener de 2001    | Calar Alto           | Calar Alto            |
| 247171 | 2001 BD15              | 21 de gener de 2001    | Oizumi               | T. Kobayashi          |
| 247172 | 2001 BX19              | 19 de gener de 2001    | Socorro              | LINEAR                |
| 247173 | 2001 BG36              | 19 de gener de 2001    | Socorro              | LINEAR                |
| 247174 | 2001 BS40              | 21 de gener de 2001    | Socorro              | LINEAR                |
| 247175 | 2001 BP80              | 20 de gener de 2001    | Haleakala            | NEAT                  |
| 247176 | 2001 BF82              | 16 de gener de 2001    | Haleakala            | NEAT                  |
| 247177 | 2001 CF18              | 2 de febrer de 2001    | Socorro              | LINEAR                |
| 247178 | 2001 CQ32              | 13 de febrer de 2001   | Socorro              | LINEAR                |
| 247179 | 2001 DC9               | 17 de febrer de 2001   | Socorro              | LINEAR                |
| 247180 | 2001 DH38              | 19 de febrer de 2001   | Socorro              | LINEAR                |
| 247181 | 2001 DC51              | 16 de febrer de 2001   | Socorro              | LINEAR                |
| 247182 | 2001 DT60              | 19 de febrer de 2001   | Socorro              | LINEAR                |
| 247183 | 2001 DP87              | 25 de febrer de 2001   | Haleakala            | NEAT                  |
| 247184 | 2001 DJ91              | 20 de febrer de 2001   | Socorro              | LINEAR                |
| 247185 | 2001 EQ2               | 1 de març de 2001      | Socorro              | LINEAR                |
| 247186 | 2001 EO18              | 14 de març de 2001     | Anderson Mesa        | LONEOS                |
| 247187 | 2001 FK109             | 18 de març de 2001     | Socorro              | LINEAR                |
| 247188 | 2001 FP115             | 19 de març de 2001     | Socorro              | LINEAR                |
| 247189 | 2001 KV15              | 18 de maig de 2001     | Socorro              | LINEAR                |
| 247190 | 2001 KA39              | 22 de maig de 2001     | Socorro              | LINEAR                |
| 247191 | 2001 LY8               | 15 de juny de 2001     | Socorro              | LINEAR                |
| 247192 | 2001 MN31              | 27 de juny de 2001     | Anderson Mesa        | LONEOS                |
| 247193 | 2001 NQ3               | 13 de juliol de 2001   | Palomar              | NEAT                  |
| 247194 | 2001 NR11              | 12 de juliol de 2001   | Palomar              | NEAT                  |
| 247195 | 2001 OB2               | 18 de juliol de 2001   | Palomar              | NEAT                  |
| 247196 | 2001 OS58              | 20 de juliol de 2001   | Palomar              | NEAT                  |
| 247197 | 2001 OV84              | 19 de juliol de 2001   | Anderson Mesa        | LONEOS                |
| 247198 | 2001 OM86              | 27 de juliol de 2001   | Palomar              | NEAT                  |
| 247199 | 2001 OF97              | 25 de juliol de 2001   | Haleakala            | NEAT                  |
| 247200 | 2001 OZ103             | 30 de juliol de 2001   | Socorro              | LINEAR                |

## 247201-247300
| Nom    | Designació provisional | Data de descobriment   | Lloc de descobriment | Descobridor/s                |
| ------ | ---------------------- | ---------------------- | -------------------- | ---------------------------- |
| 247201 | 2001 OO109             | 31 de juliol de 2001   | Klet                 | Klet                         |
| 247202 | 2001 PR                | 6 d'agost de 2001      | Haleakala            | NEAT                         |
| 247203 | 2001 PK4               | 8 d'agost de 2001      | Haleakala            | NEAT                         |
| 247204 | 2001 PE20              | 10 d'agost de 2001     | Palomar              | NEAT                         |
| 247205 | 2001 PR20              | 10 d'agost de 2001     | Palomar              | NEAT                         |
| 247206 | 2001 PC27              | 11 d'agost de 2001     | Haleakala            | NEAT                         |
| 247207 | 2001 PO27              | 11 d'agost de 2001     | Haleakala            | NEAT                         |
| 247208 | 2001 PN28              | 13 d'agost de 2001     | San Marcello         | A. Boattini, L. Tesi         |
| 247209 | 2001 QU5               | 16 d'agost de 2001     | Socorro              | LINEAR                       |
| 247210 | 2001 QS7               | 16 d'agost de 2001     | Socorro              | LINEAR                       |
| 247211 | 2001 QU9               | 16 d'agost de 2001     | Socorro              | LINEAR                       |
| 247212 | 2001 QO49              | 16 d'agost de 2001     | Socorro              | LINEAR                       |
| 247213 | 2001 QO51              | 16 d'agost de 2001     | Socorro              | LINEAR                       |
| 247214 | 2001 QE63              | 16 d'agost de 2001     | Socorro              | LINEAR                       |
| 247215 | 2001 QD90              | 16 d'agost de 2001     | Palomar              | NEAT                         |
| 247216 | 2001 QA93              | 22 d'agost de 2001     | Socorro              | LINEAR                       |
| 247217 | 2001 QT109             | 21 d'agost de 2001     | Palomar              | NEAT                         |
| 247218 | 2001 QL119             | 17 d'agost de 2001     | Socorro              | LINEAR                       |
| 247219 | 2001 QC129             | 20 d'agost de 2001     | Socorro              | LINEAR                       |
| 247220 | 2001 QJ129             | 20 d'agost de 2001     | Socorro              | LINEAR                       |
| 247221 | 2001 QV129             | 20 d'agost de 2001     | Socorro              | LINEAR                       |
| 247222 | 2001 QQ136             | 22 d'agost de 2001     | Socorro              | LINEAR                       |
| 247223 | 2001 QV148             | 20 d'agost de 2001     | Haleakala            | NEAT                         |
| 247224 | 2001 QG153             | 23 d'agost de 2001     | Desert Eagle         | W. K. Y. Yeung               |
| 247225 | 2001 QW155             | 23 d'agost de 2001     | Anderson Mesa        | LONEOS                       |
| 247226 | 2001 QM159             | 23 d'agost de 2001     | Anderson Mesa        | LONEOS                       |
| 247227 | 2001 QP171             | 25 d'agost de 2001     | Socorro              | LINEAR                       |
| 247228 | 2001 QZ194             | 22 d'agost de 2001     | Socorro              | LINEAR                       |
| 247229 | 2001 QB195             | 22 d'agost de 2001     | Socorro              | LINEAR                       |
| 247230 | 2001 QU204             | 23 d'agost de 2001     | Anderson Mesa        | LONEOS                       |
| 247231 | 2001 QA210             | 23 d'agost de 2001     | Anderson Mesa        | LONEOS                       |
| 247232 | 2001 QS219             | 23 d'agost de 2001     | Socorro              | LINEAR                       |
| 247233 | 2001 QT221             | 24 d'agost de 2001     | Anderson Mesa        | LONEOS                       |
| 247234 | 2001 QH244             | 24 d'agost de 2001     | Socorro              | LINEAR                       |
| 247235 | 2001 QP245             | 24 d'agost de 2001     | Socorro              | LINEAR                       |
| 247236 | 2001 QY250             | 24 d'agost de 2001     | Haleakala            | NEAT                         |
| 247237 | 2001 QK251             | 25 d'agost de 2001     | Socorro              | LINEAR                       |
| 247238 | 2001 QW255             | 25 d'agost de 2001     | Socorro              | LINEAR                       |
| 247239 | 2001 QC259             | 25 d'agost de 2001     | Socorro              | LINEAR                       |
| 247240 | 2001 QX273             | 19 d'agost de 2001     | Socorro              | LINEAR                       |
| 247241 | 2001 QN285             | 23 d'agost de 2001     | Haleakala            | NEAT                         |
| 247242 | 2001 QH287             | 17 d'agost de 2001     | Socorro              | LINEAR                       |
| 247243 | 2001 RL1               | 7 de setembre de 2001  | Socorro              | LINEAR                       |
| 247244 | 2001 RN3               | 8 de setembre de 2001  | Anderson Mesa        | LONEOS                       |
| 247245 | 2001 RV13              | 10 de setembre de 2001 | Socorro              | LINEAR                       |
| 247246 | 2001 RB33              | 8 de setembre de 2001  | Socorro              | LINEAR                       |
| 247247 | 2001 RT38              | 9 de setembre de 2001  | Socorro              | LINEAR                       |
| 247248 | 2001 RB40              | 10 de setembre de 2001 | Socorro              | LINEAR                       |
| 247249 | 2001 RF43              | 11 de setembre de 2001 | Terre Haute          | Terre Haute                  |
| 247250 | 2001 RQ48              | 11 de setembre de 2001 | Socorro              | LINEAR                       |
| 247251 | 2001 RL50              | 10 de setembre de 2001 | Socorro              | LINEAR                       |
| 247252 | 2001 RB57              | 12 de setembre de 2001 | Socorro              | LINEAR                       |
| 247253 | 2001 RX59              | 12 de setembre de 2001 | Socorro              | LINEAR                       |
| 247254 | 2001 RP80              | 14 de setembre de 2001 | Palomar              | NEAT                         |
| 247255 | 2001 RT82              | 11 de setembre de 2001 | Anderson Mesa        | LONEOS                       |
| 247256 | 2001 RR85              | 11 de setembre de 2001 | Anderson Mesa        | LONEOS                       |
| 247257 | 2001 RX88              | 11 de setembre de 2001 | Anderson Mesa        | LONEOS                       |
| 247258 | 2001 RZ93              | 11 de setembre de 2001 | Anderson Mesa        | LONEOS                       |
| 247259 | 2001 RT98              | 8 de setembre de 2001  | Socorro              | LINEAR                       |
| 247260 | 2001 RX109             | 12 de setembre de 2001 | Socorro              | LINEAR                       |
| 247261 | 2001 RH123             | 12 de setembre de 2001 | Socorro              | LINEAR                       |
| 247262 | 2001 RM146             | 9 de setembre de 2001  | Palomar              | NEAT                         |
| 247263 | 2001 RD148             | 10 de setembre de 2001 | Anderson Mesa        | LONEOS                       |
| 247264 | 2001 SW8               | 19 de setembre de 2001 | Fountain Hills       | C. W. Juels, P. R. Holvorcem |
| 247265 | 2001 SP13              | 16 de setembre de 2001 | Socorro              | LINEAR                       |
| 247266 | 2001 SP26              | 16 de setembre de 2001 | Socorro              | LINEAR                       |
| 247267 | 2001 SV49              | 16 de setembre de 2001 | Socorro              | LINEAR                       |
| 247268 | 2001 SF62              | 17 de setembre de 2001 | Socorro              | LINEAR                       |
| 247269 | 2001 SY63              | 17 de setembre de 2001 | Socorro              | LINEAR                       |
| 247270 | 2001 SG87              | 20 de setembre de 2001 | Socorro              | LINEAR                       |
| 247271 | 2001 SF89              | 20 de setembre de 2001 | Socorro              | LINEAR                       |
| 247272 | 2001 SU92              | 20 de setembre de 2001 | Socorro              | LINEAR                       |
| 247273 | 2001 SX104             | 20 de setembre de 2001 | Socorro              | LINEAR                       |
| 247274 | 2001 SU116             | 16 de setembre de 2001 | Socorro              | LINEAR                       |
| 247275 | 2001 SH119             | 16 de setembre de 2001 | Socorro              | LINEAR                       |
| 247276 | 2001 SU123             | 16 de setembre de 2001 | Socorro              | LINEAR                       |
| 247277 | 2001 SK135             | 16 de setembre de 2001 | Socorro              | LINEAR                       |
| 247278 | 2001 SR144             | 16 de setembre de 2001 | Socorro              | LINEAR                       |
| 247279 | 2001 SG148             | 17 de setembre de 2001 | Socorro              | LINEAR                       |
| 247280 | 2001 SY149             | 17 de setembre de 2001 | Socorro              | LINEAR                       |
| 247281 | 2001 SR155             | 17 de setembre de 2001 | Socorro              | LINEAR                       |
| 247282 | 2001 SK181             | 19 de setembre de 2001 | Socorro              | LINEAR                       |
| 247283 | 2001 SC187             | 19 de setembre de 2001 | Socorro              | LINEAR                       |
| 247284 | 2001 ST199             | 19 de setembre de 2001 | Socorro              | LINEAR                       |
| 247285 | 2001 SC205             | 19 de setembre de 2001 | Socorro              | LINEAR                       |
| 247286 | 2001 SE206             | 19 de setembre de 2001 | Socorro              | LINEAR                       |
| 247287 | 2001 SE246             | 19 de setembre de 2001 | Socorro              | LINEAR                       |
| 247288 | 2001 SC250             | 19 de setembre de 2001 | Socorro              | LINEAR                       |
| 247289 | 2001 SL258             | 20 de setembre de 2001 | Socorro              | LINEAR                       |
| 247290 | 2001 SS284             | 22 de setembre de 2001 | Kitt Peak            | Spacewatch                   |
| 247291 | 2001 SM294             | 20 de setembre de 2001 | Socorro              | LINEAR                       |
| 247292 | 2001 SW294             | 20 de setembre de 2001 | Socorro              | LINEAR                       |
| 247293 | 2001 SR299             | 20 de setembre de 2001 | Socorro              | LINEAR                       |
| 247294 | 2001 SA305             | 20 de setembre de 2001 | Socorro              | LINEAR                       |
| 247295 | 2001 SA344             | 23 de setembre de 2001 | Kitt Peak            | Spacewatch                   |
| 247296 | 2001 SQ345             | 23 de setembre de 2001 | Haleakala            | NEAT                         |
| 247297 | 2001 SH354             | 26 de setembre de 2001 | Palomar              | NEAT                         |
| 247298 | 2001 TS24              | 14 d'octubre de 2001   | Socorro              | LINEAR                       |
| 247299 | 2001 TK49              | 15 d'octubre de 2001   | Desert Eagle         | W. K. Y. Yeung               |
| 247300 | 2001 TF57              | 13 d'octubre de 2001   | Socorro              | LINEAR                       |

## 247301-247400
| Nom    | Designació provisional | Data de descobriment   | Lloc de descobriment | Descobridor/s            |
| ------ | ---------------------- | ---------------------- | -------------------- | ------------------------ |
| 247301 | 2001 TW57              | 13 d'octubre de 2001   | Socorro              | LINEAR                   |
| 247302 | 2001 TY60              | 13 d'octubre de 2001   | Socorro              | LINEAR                   |
| 247303 | 2001 TY68              | 13 d'octubre de 2001   | Socorro              | LINEAR                   |
| 247304 | 2001 TW78              | 13 d'octubre de 2001   | Socorro              | LINEAR                   |
| 247305 | 2001 TS84              | 14 d'octubre de 2001   | Socorro              | LINEAR                   |
| 247306 | 2001 TR88              | 14 d'octubre de 2001   | Socorro              | LINEAR                   |
| 247307 | 2001 TA92              | 14 d'octubre de 2001   | Socorro              | LINEAR                   |
| 247308 | 2001 TH121             | 15 d'octubre de 2001   | Socorro              | LINEAR                   |
| 247309 | 2001 TO121             | 15 d'octubre de 2001   | Socorro              | LINEAR                   |
| 247310 | 2001 TK123             | 12 d'octubre de 2001   | Haleakala            | NEAT                     |
| 247311 | 2001 TD125             | 12 d'octubre de 2001   | Haleakala            | NEAT                     |
| 247312 | 2001 TM162             | 11 d'octubre de 2001   | Palomar              | NEAT                     |
| 247313 | 2001 TP168             | 15 d'octubre de 2001   | Socorro              | LINEAR                   |
| 247314 | 2001 TE169             | 15 d'octubre de 2001   | Socorro              | LINEAR                   |
| 247315 | 2001 TP176             | 14 d'octubre de 2001   | Socorro              | LINEAR                   |
| 247316 | 2001 TH180             | 14 d'octubre de 2001   | Socorro              | LINEAR                   |
| 247317 | 2001 TV183             | 14 d'octubre de 2001   | Socorro              | LINEAR                   |
| 247318 | 2001 TM186             | 14 d'octubre de 2001   | Socorro              | LINEAR                   |
| 247319 | 2001 TG199             | 11 d'octubre de 2001   | Socorro              | LINEAR                   |
| 247320 | 2001 TU200             | 11 d'octubre de 2001   | Socorro              | LINEAR                   |
| 247321 | 2001 TG209             | 12 d'octubre de 2001   | Haleakala            | NEAT                     |
| 247322 | 2001 TA228             | 15 d'octubre de 2001   | Socorro              | LINEAR                   |
| 247323 | 2001 TY232             | 15 d'octubre de 2001   | Kitt Peak            | Spacewatch               |
| 247324 | 2001 TT248             | 14 d'octubre de 2001   | Apache Point         | Sloan Digital Sky Survey |
| 247325 | 2001 TU249             | 14 d'octubre de 2001   | Apache Point         | Sloan Digital Sky Survey |
| 247326 | 2001 UZ22              | 18 d'octubre de 2001   | Socorro              | LINEAR                   |
| 247327 | 2001 UJ45              | 17 d'octubre de 2001   | Socorro              | LINEAR                   |
| 247328 | 2001 UV56              | 17 d'octubre de 2001   | Socorro              | LINEAR                   |
| 247329 | 2001 UF59              | 17 d'octubre de 2001   | Socorro              | LINEAR                   |
| 247330 | 2001 UJ60              | 17 d'octubre de 2001   | Socorro              | LINEAR                   |
| 247331 | 2001 UR78              | 20 d'octubre de 2001   | Socorro              | LINEAR                   |
| 247332 | 2001 UK108             | 20 d'octubre de 2001   | Socorro              | LINEAR                   |
| 247333 | 2001 UB112             | 21 d'octubre de 2001   | Socorro              | LINEAR                   |
| 247334 | 2001 UF124             | 22 d'octubre de 2001   | Palomar              | NEAT                     |
| 247335 | 2001 UT135             | 22 d'octubre de 2001   | Socorro              | LINEAR                   |
| 247336 | 2001 UP145             | 23 d'octubre de 2001   | Socorro              | LINEAR                   |
| 247337 | 2001 UP151             | 23 d'octubre de 2001   | Socorro              | LINEAR                   |
| 247338 | 2001 UJ169             | 19 d'octubre de 2001   | Socorro              | LINEAR                   |
| 247339 | 2001 UP200             | 19 d'octubre de 2001   | Palomar              | NEAT                     |
| 247340 | 2001 UD206             | 20 d'octubre de 2001   | Socorro              | LINEAR                   |
| 247341 | 2001 UV209             | 20 d'octubre de 2001   | Haleakala            | NEAT                     |
| 247342 | 2001 UL210             | 21 d'octubre de 2001   | Anderson Mesa        | LONEOS                   |
| 247343 | 2001 UU219             | 17 d'octubre de 2001   | Socorro              | LINEAR                   |
| 247344 | 2001 UZ220             | 21 d'octubre de 2001   | Socorro              | LINEAR                   |
| 247345 | 2001 UH224             | 29 d'octubre de 2001   | Palomar              | NEAT                     |
| 247346 | 2001 VK                | 5 de novembre de 2001  | Eskridge             | G. Hug                   |
| 247347 | 2001 VV16              | 11 de novembre de 2001 | Socorro              | LINEAR                   |
| 247348 | 2001 VT20              | 9 de novembre de 2001  | Socorro              | LINEAR                   |
| 247349 | 2001 VZ40              | 9 de novembre de 2001  | Socorro              | LINEAR                   |
| 247350 | 2001 VP49              | 10 de novembre de 2001 | Socorro              | LINEAR                   |
| 247351 | 2001 VB52              | 10 de novembre de 2001 | Socorro              | LINEAR                   |
| 247352 | 2001 VR57              | 10 de novembre de 2001 | Socorro              | LINEAR                   |
| 247353 | 2001 VW59              | 10 de novembre de 2001 | Socorro              | LINEAR                   |
| 247354 | 2001 VG101             | 12 de novembre de 2001 | Socorro              | LINEAR                   |
| 247355 | 2001 VH122             | 13 de novembre de 2001 | Haleakala            | NEAT                     |
| 247356 | 2001 VM132             | 12 de novembre de 2001 | Apache Point         | Sloan Digital Sky Survey |
| 247357 | 2001 WW10              | 17 de novembre de 2001 | Socorro              | LINEAR                   |
| 247358 | 2001 WQ67              | 20 de novembre de 2001 | Socorro              | LINEAR                   |
| 247359 | 2001 WC84              | 20 de novembre de 2001 | Socorro              | LINEAR                   |
| 247360 | 2001 XU                | 7 de desembre de 2001  | Palomar              | NEAT                     |
| 247361 | 2001 XY1               | 8 de desembre de 2001  | Socorro              | LINEAR                   |
| 247362 | 2001 XX6               | 11 de desembre de 2001 | Socorro              | LINEAR                   |
| 247363 | 2001 XG12              | 9 de desembre de 2001  | Socorro              | LINEAR                   |
| 247364 | 2001 XK36              | 9 de desembre de 2001  | Socorro              | LINEAR                   |
| 247365 | 2001 XC38              | 9 de desembre de 2001  | Socorro              | LINEAR                   |
| 247366 | 2001 XN38              | 9 de desembre de 2001  | Socorro              | LINEAR                   |
| 247367 | 2001 XN49              | 10 de desembre de 2001 | Socorro              | LINEAR                   |
| 247368 | 2001 XO51              | 10 de desembre de 2001 | Socorro              | LINEAR                   |
| 247369 | 2001 XH61              | 10 de desembre de 2001 | Socorro              | LINEAR                   |
| 247370 | 2001 XJ65              | 10 de desembre de 2001 | Socorro              | LINEAR                   |
| 247371 | 2001 XD68              | 10 de desembre de 2001 | Socorro              | LINEAR                   |
| 247372 | 2001 XY80              | 11 de desembre de 2001 | Socorro              | LINEAR                   |
| 247373 | 2001 XG86              | 11 de desembre de 2001 | Socorro              | LINEAR                   |
| 247374 | 2001 XT110             | 11 de desembre de 2001 | Socorro              | LINEAR                   |
| 247375 | 2001 XJ169             | 14 de desembre de 2001 | Socorro              | LINEAR                   |
| 247376 | 2001 XZ197             | 14 de desembre de 2001 | Socorro              | LINEAR                   |
| 247377 | 2001 XQ221             | 15 de desembre de 2001 | Socorro              | LINEAR                   |
| 247378 | 2001 XW230             | 15 de desembre de 2001 | Socorro              | LINEAR                   |
| 247379 | 2001 XM231             | 15 de desembre de 2001 | Socorro              | LINEAR                   |
| 247380 | 2001 XU233             | 15 de desembre de 2001 | Socorro              | LINEAR                   |
| 247381 | 2001 XZ260             | 11 de desembre de 2001 | Kitt Peak            | Spacewatch               |
| 247382 | 2001 YP55              | 18 de desembre de 2001 | Socorro              | LINEAR                   |
| 247383 | 2001 YE63              | 18 de desembre de 2001 | Socorro              | LINEAR                   |
| 247384 | 2001 YQ73              | 18 de desembre de 2001 | Socorro              | LINEAR                   |
| 247385 | 2001 YD95              | 18 de desembre de 2001 | Palomar              | NEAT                     |
| 247386 | 2001 YH96              | 18 de desembre de 2001 | Palomar              | NEAT                     |
| 247387 | 2001 YS115             | 17 de desembre de 2001 | Socorro              | LINEAR                   |
| 247388 | 2001 YA122             | 17 de desembre de 2001 | Socorro              | LINEAR                   |
| 247389 | 2001 YX124             | 17 de desembre de 2001 | Socorro              | LINEAR                   |
| 247390 | 2001 YZ151             | 19 de desembre de 2001 | Palomar              | NEAT                     |
| 247391 | 2002 AA22              | 9 de gener de 2002     | Socorro              | LINEAR                   |
| 247392 | 2002 AX33              | 12 de gener de 2002    | Kitt Peak            | Spacewatch               |
| 247393 | 2002 AO66              | 12 de gener de 2002    | Socorro              | LINEAR                   |
| 247394 | 2002 AE75              | 8 de gener de 2002     | Socorro              | LINEAR                   |
| 247395 | 2002 AF111             | 9 de gener de 2002     | Socorro              | LINEAR                   |
| 247396 | 2002 AO139             | 9 de gener de 2002     | Socorro              | LINEAR                   |
| 247397 | 2002 AT156             | 13 de gener de 2002    | Socorro              | LINEAR                   |
| 247398 | 2002 AF164             | 13 de gener de 2002    | Socorro              | LINEAR                   |
| 247399 | 2002 AX198             | 8 de gener de 2002     | Socorro              | LINEAR                   |
| 247400 | 2002 AL205             | 8 de gener de 2002     | Apache Point         | Sloan Digital Sky Survey |

## 247401-247500
| Nom    | Designació provisional | Data de descobriment | Lloc de descobriment | Descobridor/s (t)          |
| ------ | ---------------------- | -------------------- | -------------------- | -------------------------- |
| 247401 | 2002 AV208             | 13 de gener de 2002  | Socorro              | LINEAR                     |
| 247402 | 2002 BY13              | 19 de gener de 2002  | Socorro              | LINEAR                     |
| 247403 | 2002 BL19              | 21 de gener de 2002  | Palomar              | NEAT                       |
| 247404 | 2002 BV21              | 19 de gener de 2002  | Socorro              | LINEAR                     |
| 247405 | 2002 CU1               | 3 de febrer de 2002  | Palomar              | NEAT                       |
| 247406 | 2002 CN47              | 3 de febrer de 2002  | Haleakala            | NEAT                       |
| 247407 | 2002 CT51              | 12 de febrer de 2002 | Desert Eagle         | W. K. Y. Yeung             |
| 247408 | 2002 CQ75              | 7 de febrer de 2002  | Socorro              | LINEAR                     |
| 247409 | 2002 CF79              | 7 de febrer de 2002  | Socorro              | LINEAR                     |
| 247410 | 2002 CW108             | 7 de febrer de 2002  | Socorro              | LINEAR                     |
| 247411 | 2002 CY108             | 7 de febrer de 2002  | Socorro              | LINEAR                     |
| 247412 | 2002 CU120             | 7 de febrer de 2002  | Socorro              | LINEAR                     |
| 247413 | 2002 CF134             | 7 de febrer de 2002  | Socorro              | LINEAR                     |
| 247414 | 2002 CF150             | 10 de febrer de 2002 | Socorro              | LINEAR                     |
| 247415 | 2002 CH196             | 10 de febrer de 2002 | Socorro              | LINEAR                     |
| 247416 | 2002 CN212             | 10 de febrer de 2002 | Socorro              | LINEAR                     |
| 247417 | 2002 CM223             | 11 de febrer de 2002 | Socorro              | LINEAR                     |
| 247418 | 2002 CO234             | 8 de febrer de 2002  | Kitt Peak            | Spacewatch                 |
| 247419 | 2002 CC260             | 7 de febrer de 2002  | Palomar              | NEAT                       |
| 247420 | 2002 CZ261             | 6 de febrer de 2002  | Kitt Peak            | M. W. Buie                 |
| 247421 | 2002 CD272             | 8 de febrer de 2002  | Anderson Mesa        | LONEOS                     |
| 247422 | 2002 CQ283             | 9 de febrer de 2002  | Socorro              | LINEAR                     |
| 247423 | 2002 CW287             | 9 de febrer de 2002  | Kitt Peak            | Spacewatch                 |
| 247424 | 2002 CD288             | 9 de febrer de 2002  | Kitt Peak            | Spacewatch                 |
| 247425 | 2002 CH289             | 10 de febrer de 2002 | Socorro              | LINEAR                     |
| 247426 | 2002 CT289             | 10 de febrer de 2002 | Socorro              | LINEAR                     |
| 247427 | 2002 CQ291             | 10 de febrer de 2002 | Socorro              | LINEAR                     |
| 247428 | 2002 CY291             | 11 de febrer de 2002 | Socorro              | LINEAR                     |
| 247429 | 2002 CQ292             | 11 de febrer de 2002 | Socorro              | LINEAR                     |
| 247430 | 2002 CM302             | 12 de febrer de 2002 | Socorro              | LINEAR                     |
| 247431 | 2002 CK304             | 15 de febrer de 2002 | Socorro              | LINEAR                     |
| 247432 | 2002 CL307             | 8 de febrer de 2002  | Socorro              | LINEAR                     |
| 247433 | 2002 DX2               | 21 de febrer de 2002 | Desert Moon          | B. L. Stevens              |
| 247434 | 2002 DG4               | 21 de febrer de 2002 | Socorro              | LINEAR                     |
| 247435 | 2002 DP15              | 16 de febrer de 2002 | Palomar              | NEAT                       |
| 247436 | 2002 ES3               | 10 de març de 2002   | Cima Ekar            | Asiago-DLR Asteroid Survey |
| 247437 | 2002 EJ11              | 12 de març de 2002   | Palomar              | NEAT                       |
| 247438 | 2002 EF23              | 5 de març de 2002    | Kitt Peak            | Spacewatch                 |
| 247439 | 2002 EJ61              | 13 de març de 2002   | Socorro              | LINEAR                     |
| 247440 | 2002 EP73              | 13 de març de 2002   | Socorro              | LINEAR                     |
| 247441 | 2002 EG82              | 13 de març de 2002   | Palomar              | NEAT                       |
| 247442 | 2002 EN99              | 2 de març de 2002    | Palomar              | NEAT                       |
| 247443 | 2002 EZ117             | 10 de març de 2002   | Kitt Peak            | Spacewatch                 |
| 247444 | 2002 ED134             | 13 de març de 2002   | Palomar              | NEAT                       |
| 247445 | 2002 EP154             | 13 de març de 2002   | Socorro              | LINEAR                     |
| 247446 | 2002 FL13              | 16 de març de 2002   | Socorro              | LINEAR                     |
| 247447 | 2002 GE19              | 14 d'abril de 2002   | Socorro              | LINEAR                     |
| 247448 | 2002 GL19              | 14 d'abril de 2002   | Socorro              | LINEAR                     |
| 247449 | 2002 GF36              | 2 d'abril de 2002    | Kitt Peak            | Spacewatch                 |
| 247450 | 2002 GW36              | 2 d'abril de 2002    | Palomar              | NEAT                       |
| 247451 | 2002 GP37              | 3 d'abril de 2002    | Kitt Peak            | Spacewatch                 |
| 247452 | 2002 GK41              | 4 d'abril de 2002    | Palomar              | NEAT                       |
| 247453 | 2002 GH59              | 8 d'abril de 2002    | Palomar              | NEAT                       |
| 247454 | 2002 GF70              | 8 d'abril de 2002    | Palomar              | NEAT                       |
| 247455 | 2002 GX72              | 9 d'abril de 2002    | Anderson Mesa        | LONEOS                     |
| 247456 | 2002 GY90              | 8 d'abril de 2002    | Palomar              | NEAT                       |
| 247457 | 2002 GA98              | 10 d'abril de 2002   | Socorro              | LINEAR                     |
| 247458 | 2002 GX102             | 10 d'abril de 2002   | Socorro              | LINEAR                     |
| 247459 | 2002 GA116             | 11 d'abril de 2002   | Socorro              | LINEAR                     |
| 247460 | 2002 GE118             | 12 d'abril de 2002   | Palomar              | NEAT                       |
| 247461 | 2002 GH127             | 12 d'abril de 2002   | Socorro              | LINEAR                     |
| 247462 | 2002 GO140             | 13 d'abril de 2002   | Kitt Peak            | Spacewatch                 |
| 247463 | 2002 GQ144             | 11 d'abril de 2002   | Palomar              | NEAT                       |
| 247464 | 2002 GF167             | 9 d'abril de 2002    | Socorro              | LINEAR                     |
| 247465 | 2002 HC13              | 22 d'abril de 2002   | Socorro              | LINEAR                     |
| 247466 | 2002 JG6               | 5 de maig de 2002    | Palomar              | NEAT                       |
| 247467 | 2002 JZ12              | 8 de maig de 2002    | Desert Eagle         | W. K. Y. Yeung             |
| 247468 | 2002 JE17              | 7 de maig de 2002    | Palomar              | NEAT                       |
| 247469 | 2002 JK38              | 9 de maig de 2002    | Palomar              | NEAT                       |
| 247470 | 2002 JP41              | 8 de maig de 2002    | Socorro              | LINEAR                     |
| 247471 | 2002 JF51              | 9 de maig de 2002    | Socorro              | LINEAR                     |
| 247472 | 2002 JJ61              | 8 de maig de 2002    | Socorro              | LINEAR                     |
| 247473 | 2002 JZ67              | 12 de maig de 2002   | Reedy Creek          | J. Broughton               |
| 247474 | 2002 JL81              | 11 de maig de 2002   | Socorro              | LINEAR                     |
| 247475 | 2002 JF104             | 10 de maig de 2002   | Socorro              | LINEAR                     |
| 247476 | 2002 JA120             | 5 de maig de 2002    | Palomar              | NEAT                       |
| 247477 | 2002 JX129             | 8 de maig de 2002    | Socorro              | LINEAR                     |
| 247478 | 2002 JJ141             | 10 de maig de 2002   | Palomar              | NEAT                       |
| 247479 | 2002 JO142             | 11 de maig de 2002   | Socorro              | LINEAR                     |
| 247480 | 2002 JY149             | 9 de maig de 2002    | Palomar              | NEAT                       |
| 247481 | 2002 KG                | 16 de maig de 2002   | Fountain Hills       | Fountain Hills             |
| 247482 | 2002 KL14              | 30 de maig de 2002   | Palomar              | NEAT                       |
| 247483 | 2002 LE19              | 6 de juny de 2002    | Socorro              | LINEAR                     |
| 247484 | 2002 LC24              | 6 de juny de 2002    | Socorro              | LINEAR                     |
| 247485 | 2002 LO35              | 9 de juny de 2002    | Socorro              | LINEAR                     |
| 247486 | 2002 LA38              | 3 de juny de 2002    | Palomar              | NEAT                       |
| 247487 | 2002 LJ52              | 9 de juny de 2002    | Socorro              | LINEAR                     |
| 247488 | 2002 NL19              | 9 de juliol de 2002  | Socorro              | LINEAR                     |
| 247489 | 2002 NA30              | 5 de juliol de 2002  | Kitt Peak            | Spacewatch                 |
| 247490 | 2002 NC37              | 9 de juliol de 2002  | Socorro              | LINEAR                     |
| 247491 | 2002 NC55              | 5 de juliol de 2002  | Palomar              | NEAT                       |
| 247492 | 2002 NF65              | 14 de juliol de 2002 | Palomar              | NEAT                       |
| 247493 | 2002 NW69              | 12 de juliol de 2002 | Palomar              | NEAT                       |
| 247494 | 2002 NT70              | 9 de juliol de 2002  | Palomar              | NEAT                       |
| 247495 | 2002 NJ72              | 15 de juliol de 2002 | Palomar              | NEAT                       |
| 247496 | 2002 OP1               | 17 de juliol de 2002 | Socorro              | LINEAR                     |
| 247497 | 2002 OF14              | 18 de juliol de 2002 | Socorro              | LINEAR                     |
| 247498 | 2002 OW25              | 23 de juliol de 2002 | Palomar              | NEAT                       |
| 247499 | 2002 OD32              | 18 de juliol de 2002 | Palomar              | NEAT                       |
| 247500 | 2002 PH34              | 6 d'agost de 2002    | Palomar              | NEAT                       |

## 247501-247600
| Nom               | Designació provisional | Data de descobriment   | Lloc de descobriment | Descobridor/s            |
| ----------------- | ---------------------- | ---------------------- | -------------------- | ------------------------ |
| 247501            | 2002 PS40              | 4 d'agost de 2002      | Socorro              | LINEAR                   |
| 247502            | 2002 PK43              | 10 d'agost de 2002     | Socorro              | LINEAR                   |
| 247503            | 2002 PV60              | 10 d'agost de 2002     | Socorro              | LINEAR                   |
| 247504            | 2002 PN70              | 11 d'agost de 2002     | Socorro              | LINEAR                   |
| 247505            | 2002 PB89              | 11 d'agost de 2002     | Socorro              | LINEAR                   |
| 247506            | 2002 PQ91              | 14 d'agost de 2002     | Socorro              | LINEAR                   |
| 247507            | 2002 PV103             | 12 d'agost de 2002     | Socorro              | LINEAR                   |
| 247508            | 2002 PL104             | 12 d'agost de 2002     | Socorro              | LINEAR                   |
| 247509            | 2002 PN119             | 13 d'agost de 2002     | Anderson Mesa        | LONEOS                   |
| 247510            | 2002 PN121             | 13 d'agost de 2002     | Anderson Mesa        | LONEOS                   |
| 247511            | 2002 PZ123             | 13 d'agost de 2002     | Socorro              | LINEAR                   |
| 247512            | 2002 PW124             | 13 d'agost de 2002     | Anderson Mesa        | LONEOS                   |
| 247513            | 2002 PX132             | 14 d'agost de 2002     | Socorro              | LINEAR                   |
| 247514            | 2002 PV141             | 8 d'agost de 2002      | Anderson Mesa        | LONEOS                   |
| 247515            | 2002 PL176             | 11 d'agost de 2002     | Palomar              | NEAT                     |
| 247516            | 2002 QA                | 16 d'agost de 2002     | Socorro              | LINEAR                   |
| 247517            | 2002 QY6               | 16 d'agost de 2002     | Socorro              | LINEAR                   |
| 247518            | 2002 QU15              | 22 d'agost de 2002     | Palomar              | NEAT                     |
| 247519            | 2002 QV15              | 27 d'agost de 2002     | Socorro              | LINEAR                   |
| 247520            | 2002 QX19              | 28 d'agost de 2002     | Palomar              | NEAT                     |
| 247521            | 2002 QJ27              | 28 d'agost de 2002     | Palomar              | NEAT                     |
| 247522            | 2002 QA64              | 18 d'agost de 2002     | Palomar              | NEAT                     |
| 247523            | 2002 QU80              | 19 d'agost de 2002     | Palomar              | NEAT                     |
| 247524            | 2002 QM87              | 30 d'agost de 2002     | Palomar              | NEAT                     |
| 247525            | 2002 QQ92              | 29 d'agost de 2002     | Palomar              | NEAT                     |
| 247526            | 2002 QO106             | 17 d'agost de 2002     | Palomar              | NEAT                     |
| 247527            | 2002 QX113             | 27 d'agost de 2002     | Palomar              | NEAT                     |
| 247528            | 2002 QS114             | 28 d'agost de 2002     | Palomar              | NEAT                     |
| 247529            | 2002 QE121             | 16 d'agost de 2002     | Palomar              | NEAT                     |
| 247530            | 2002 QL123             | 29 d'agost de 2002     | Palomar              | NEAT                     |
| 247531            | 2002 RX9               | 4 de setembre de 2002  | Palomar              | NEAT                     |
| 247532            | 2002 RP12              | 4 de setembre de 2002  | Anderson Mesa        | LONEOS                   |
| 247533            | 2002 RK16              | 4 de setembre de 2002  | Anderson Mesa        | LONEOS                   |
| 247534            | 2002 RS27              | 3 de setembre de 2002  | Needville            | Needville                |
| 247535            | 2002 RQ36              | 5 de setembre de 2002  | Anderson Mesa        | LONEOS                   |
| 247536            | 2002 RV55              | 5 de setembre de 2002  | Anderson Mesa        | LONEOS                   |
| 247537            | 2002 RV61              | 5 de setembre de 2002  | Socorro              | LINEAR                   |
| 247538            | 2002 RF66              | 5 de setembre de 2002  | Socorro              | LINEAR                   |
| 247539            | 2002 RK70              | 4 de setembre de 2002  | Palomar              | NEAT                     |
| 247540            | 2002 RN81              | 5 de setembre de 2002  | Socorro              | LINEAR                   |
| 247541            | 2002 RO110             | 6 de setembre de 2002  | Socorro              | LINEAR                   |
| 247542            | 2002 RP117             | 8 de setembre de 2002  | Piszkesteto          | Piszkesteto              |
| 247543            | 2002 RO120             | 5 de setembre de 2002  | Haleakala            | NEAT                     |
| 247544            | 2002 RT127             | 10 de setembre de 2002 | Palomar              | NEAT                     |
| 247545            | 2002 RA143             | 11 de setembre de 2002 | Palomar              | NEAT                     |
| 247546            | 2002 RY171             | 13 de setembre de 2002 | Kitt Peak            | Spacewatch               |
| 247547            | 2002 RV180             | 14 de setembre de 2002 | Haleakala            | NEAT                     |
| 247548            | 2002 RR183             | 11 de setembre de 2002 | Palomar              | NEAT                     |
| 247549            | 2002 RS201             | 13 de setembre de 2002 | Socorro              | LINEAR                   |
| 247550            | 2002 RC218             | 14 de setembre de 2002 | Haleakala            | NEAT                     |
| 247551            | 2002 RW218             | 15 de setembre de 2002 | Palomar              | NEAT                     |
| 247552            | 2002 RH224             | 13 de setembre de 2002 | Anderson Mesa        | LONEOS                   |
| 247553 Berndpauli | 2002 RV234             | 8 de setembre de 2002  | Haleakala            | R. Matson                |
| 247554            | 2002 RE242             | 14 de setembre de 2002 | Palomar              | R. Matson                |
| 247555            | 2002 RX263             | 5 de setembre de 2002  | Apache Point         | Sloan Digital Sky Survey |
| 247556            | 2002 RC273             | 4 de setembre de 2002  | Palomar              | NEAT                     |
| 247557            | 2002 RY273             | 4 de setembre de 2002  | Palomar              | NEAT                     |
| 247558            | 2002 RJ279             | 3 de setembre de 2002  | Palomar              | NEAT                     |
| 247559            | 2002 SE4               | 27 de setembre de 2002 | Palomar              | NEAT                     |
| 247560            | 2002 SE10              | 27 de setembre de 2002 | Palomar              | NEAT                     |
| 247561            | 2002 SZ11              | 27 de setembre de 2002 | Palomar              | NEAT                     |
| 247562            | 2002 SX13              | 27 de setembre de 2002 | Palomar              | NEAT                     |
| 247563            | 2002 SY24              | 28 de setembre de 2002 | Haleakala            | NEAT                     |
| 247564            | 2002 SQ27              | 29 de setembre de 2002 | Haleakala            | NEAT                     |
| 247565            | 2002 SE32              | 28 de setembre de 2002 | Haleakala            | NEAT                     |
| 247566            | 2002 SW42              | 28 de setembre de 2002 | Haleakala            | NEAT                     |
| 247567            | 2002 SZ51              | 17 de setembre de 2002 | Palomar              | NEAT                     |
| 247568            | 2002 SR53              | 20 de setembre de 2002 | Palomar              | NEAT                     |
| 247569            | 2002 SZ63              | 28 de setembre de 2002 | Palomar              | NEAT                     |
| 247570            | 2002 SJ66              | 30 de setembre de 2002 | Haleakala            | NEAT                     |
| 247571            | 2002 SY71              | 30 de setembre de 2002 | Haleakala            | NEAT                     |
| 247572            | 2002 SB73              | 16 de setembre de 2002 | Palomar              | NEAT                     |
| 247573            | 2002 TJ2               | 1 d'octubre de 2002    | Anderson Mesa        | LONEOS                   |
| 247574            | 2002 TA18              | 2 d'octubre de 2002    | Socorro              | LINEAR                   |
| 247575            | 2002 TP20              | 2 d'octubre de 2002    | Socorro              | LINEAR                   |
| 247576            | 2002 TL27              | 2 d'octubre de 2002    | Socorro              | LINEAR                   |
| 247577            | 2002 TR29              | 2 d'octubre de 2002    | Socorro              | LINEAR                   |
| 247578            | 2002 TC31              | 2 d'octubre de 2002    | Socorro              | LINEAR                   |
| 247579            | 2002 TO36              | 2 d'octubre de 2002    | Socorro              | LINEAR                   |
| 247580            | 2002 TN44              | 2 d'octubre de 2002    | Socorro              | LINEAR                   |
| 247581            | 2002 TJ46              | 2 d'octubre de 2002    | Socorro              | LINEAR                   |
| 247582            | 2002 TR47              | 2 d'octubre de 2002    | Socorro              | LINEAR                   |
| 247583            | 2002 TW50              | 2 d'octubre de 2002    | Socorro              | LINEAR                   |
| 247584            | 2002 TY56              | 1 d'octubre de 2002    | Anderson Mesa        | LONEOS                   |
| 247585            | 2002 TU64              | 4 d'octubre de 2002    | Socorro              | LINEAR                   |
| 247586            | 2002 TA85              | 2 d'octubre de 2002    | Haleakala            | NEAT                     |
| 247587            | 2002 TW88              | 3 d'octubre de 2002    | Palomar              | NEAT                     |
| 247588            | 2002 TW92              | 2 d'octubre de 2002    | Emerald Lane         | L. Ball                  |
| 247589            | 2002 TF125             | 4 d'octubre de 2002    | Palomar              | NEAT                     |
| 247590            | 2002 TN137             | 4 d'octubre de 2002    | Anderson Mesa        | LONEOS                   |
| 247591            | 2002 TS154             | 5 d'octubre de 2002    | Palomar              | NEAT                     |
| 247592            | 2002 TB158             | 5 d'octubre de 2002    | Palomar              | NEAT                     |
| 247593            | 2002 TE171             | 3 d'octubre de 2002    | Palomar              | NEAT                     |
| 247594            | 2002 TL177             | 11 d'octubre de 2002   | Palomar              | NEAT                     |
| 247595            | 2002 TR179             | 13 d'octubre de 2002   | Palomar              | NEAT                     |
| 247596            | 2002 TP185             | 4 d'octubre de 2002    | Socorro              | LINEAR                   |
| 247597            | 2002 TZ185             | 4 d'octubre de 2002    | Socorro              | LINEAR                   |
| 247598            | 2002 TG187             | 4 d'octubre de 2002    | Socorro              | LINEAR                   |
| 247599            | 2002 TL190             | 11 d'octubre de 2002   | Powell               | Powell                   |
| 247600            | 2002 TT198             | 5 d'octubre de 2002    | Anderson Mesa        | LONEOS                   |

## 247601-247700
| Nom            | Designació provisional | Data de descobriment   | Lloc de descobriment | Descobridor/s            |
| -------------- | ---------------------- | ---------------------- | -------------------- | ------------------------ |
| 247601         | 2002 TW212             | 7 d'octubre de 2002    | Haleakala            | NEAT                     |
| 247602         | 2002 TY225             | 8 d'octubre de 2002    | Haleakala            | NEAT                     |
| 247603         | 2002 TZ231             | 6 d'octubre de 2002    | Socorro              | LINEAR                   |
| 247604         | 2002 TX237             | 7 d'octubre de 2002    | Socorro              | LINEAR                   |
| 247605         | 2002 TP254             | 9 d'octubre de 2002    | Anderson Mesa        | LONEOS                   |
| 247606         | 2002 TO267             | 8 d'octubre de 2002    | Anderson Mesa        | LONEOS                   |
| 247607         | 2002 TP268             | 9 d'octubre de 2002    | Socorro              | LINEAR                   |
| 247608         | 2002 TZ272             | 9 d'octubre de 2002    | Socorro              | LINEAR                   |
| 247609         | 2002 TK277             | 10 d'octubre de 2002   | Palomar              | NEAT                     |
| 247610         | 2002 TQ281             | 10 d'octubre de 2002   | Socorro              | LINEAR                   |
| 247611         | 2002 TH288             | 10 d'octubre de 2002   | Socorro              | LINEAR                   |
| 247612         | 2002 TC289             | 10 d'octubre de 2002   | Socorro              | LINEAR                   |
| 247613         | 2002 TS290             | 10 d'octubre de 2002   | Socorro              | LINEAR                   |
| 247614         | 2002 TT290             | 10 d'octubre de 2002   | Socorro              | LINEAR                   |
| 247615         | 2002 TP292             | 10 d'octubre de 2002   | Socorro              | LINEAR                   |
| 247616         | 2002 TF300             | 15 d'octubre de 2002   | Socorro              | LINEAR                   |
| 247617         | 2002 TP303             | 5 d'octubre de 2002    | Palomar              | K. Cernis                |
| 247618         | 2002 TH309             | 4 d'octubre de 2002    | Apache Point         | Sloan Digital Sky Survey |
| 247619         | 2002 TC312             | 4 d'octubre de 2002    | Apache Point         | Sloan Digital Sky Survey |
| 247620         | 2002 TX318             | 5 d'octubre de 2002    | Apache Point         | Sloan Digital Sky Survey |
| 247621         | 2002 TQ325             | 5 d'octubre de 2002    | Apache Point         | Sloan Digital Sky Survey |
| 247622         | 2002 TH367             | 10 d'octubre de 2002   | Apache Point         | Sloan Digital Sky Survey |
| 247623         | 2002 TS376             | 5 d'octubre de 2002    | Palomar              | NEAT                     |
| 247624         | 2002 TD384             | 15 d'octubre de 2002   | Palomar              | NEAT                     |
| 247625         | 2002 UT2               | 28 d'octubre de 2002   | Socorro              | LINEAR                   |
| 247626         | 2002 UV5               | 28 d'octubre de 2002   | Socorro              | LINEAR                   |
| 247627         | 2002 UF23              | 31 d'octubre de 2002   | Palomar              | NEAT                     |
| 247628         | 2002 US24              | 29 d'octubre de 2002   | Kitt Peak            | Spacewatch               |
| 247629         | 2002 UM25              | 30 d'octubre de 2002   | Haleakala            | NEAT                     |
| 247630         | 2002 UL28              | 30 d'octubre de 2002   | Palomar              | NEAT                     |
| 247631         | 2002 UC47              | 31 d'octubre de 2002   | Socorro              | LINEAR                   |
| 247632         | 2002 UA71              | 30 d'octubre de 2002   | Palomar              | NEAT                     |
| 247633         | 2002 VY4               | 4 de novembre de 2002  | Kitt Peak            | Spacewatch               |
| 247634         | 2002 VM12              | 4 de novembre de 2002  | Anderson Mesa        | LONEOS                   |
| 247635         | 2002 VS29              | 5 de novembre de 2002  | Socorro              | LINEAR                   |
| 247636         | 2002 VV39              | 5 de novembre de 2002  | Socorro              | LINEAR                   |
| 247637         | 2002 VZ40              | 1 de novembre de 2002  | Palomar              | NEAT                     |
| 247638         | 2002 VP44              | 4 de novembre de 2002  | Haleakala            | NEAT                     |
| 247639         | 2002 VV55              | 6 de novembre de 2002  | Socorro              | LINEAR                   |
| 247640         | 2002 VM65              | 7 de novembre de 2002  | Socorro              | LINEAR                   |
| 247641         | 2002 VZ76              | 7 de novembre de 2002  | Socorro              | LINEAR                   |
| 247642         | 2002 VH92              | 11 de novembre de 2002 | Socorro              | LINEAR                   |
| 247643         | 2002 VQ114             | 13 de novembre de 2002 | Palomar              | NEAT                     |
| 247644         | 2002 VF120             | 12 de novembre de 2002 | Socorro              | LINEAR                   |
| 247645         | 2002 VA123             | 13 de novembre de 2002 | Palomar              | NEAT                     |
| 247646         | 2002 VJ131             | 13 de novembre de 2002 | Kingsnake            | J. V. McClusky           |
| 247647         | 2002 VX132             | 1 de novembre de 2002  | Socorro              | LINEAR                   |
| 247648         | 2002 VG135             | 7 de novembre de 2002  | Socorro              | LINEAR                   |
| 247649         | 2002 WG5               | 24 de novembre de 2002 | Palomar              | NEAT                     |
| 247650         | 2002 WK6               | 24 de novembre de 2002 | Palomar              | NEAT                     |
| 247651         | 2002 WK15              | 28 de novembre de 2002 | Anderson Mesa        | LONEOS                   |
| 247652 Hajossy | 2002 WO21              | 26 de novembre de 2002 | Palomar              | NEAT                     |
| 247653         | 2002 WE28              | 24 de novembre de 2002 | Palomar              | NEAT                     |
| 247654         | 2002 XS10              | 3 de desembre de 2002  | Palomar              | NEAT                     |
| 247655         | 2002 XV19              | 2 de desembre de 2002  | Socorro              | LINEAR                   |
| 247656         | 2002 XX26              | 5 de desembre de 2002  | Anderson Mesa        | LONEOS                   |
| 247657         | 2002 XW52              | 10 de desembre de 2002 | Socorro              | LINEAR                   |
| 247658         | 2002 XN63              | 11 de desembre de 2002 | Socorro              | LINEAR                   |
| 247659         | 2002 XY64              | 11 de desembre de 2002 | Socorro              | LINEAR                   |
| 247660         | 2002 XC67              | 11 de desembre de 2002 | Desert Eagle         | W. K. Y. Yeung           |
| 247661         | 2002 XF69              | 13 de desembre de 2002 | Socorro              | LINEAR                   |
| 247662         | 2002 XU77              | 11 de desembre de 2002 | Socorro              | LINEAR                   |
| 247663         | 2002 XO83              | 13 de desembre de 2002 | Socorro              | LINEAR                   |
| 247664         | 2002 XU83              | 13 de desembre de 2002 | Palomar              | NEAT                     |
| 247665         | 2002 XY89              | 14 de desembre de 2002 | Socorro              | LINEAR                   |
| 247666         | 2002 XT92              | 5 de desembre de 2002  | Kitt Peak            | M. W. Buie               |
| 247667         | 2002 XS99              | 5 de desembre de 2002  | Socorro              | LINEAR                   |
| 247668         | 2002 XE103             | 5 de desembre de 2002  | Socorro              | LINEAR                   |
| 247669         | 2002 XO110             | 6 de desembre de 2002  | Socorro              | LINEAR                   |
| 247670         | 2002 XE118             | 3 de desembre de 2002  | Palomar              | NEAT                     |
| 247671         | 2002 YM10              | 31 de desembre de 2002 | Socorro              | LINEAR                   |
| 247672         | 2002 YD11              | 31 de desembre de 2002 | Kitt Peak            | Spacewatch               |
| 247673         | 2002 YS14              | 31 de desembre de 2002 | Kitt Peak            | Spacewatch               |
| 247674         | 2002 YM19              | 31 de desembre de 2002 | Socorro              | LINEAR                   |
| 247675         | 2002 YP28              | 31 de desembre de 2002 | Socorro              | LINEAR                   |
| 247676         | 2002 YW31              | 31 de desembre de 2002 | Socorro              | LINEAR                   |
| 247677         | 2002 YA32              | 31 de desembre de 2002 | Kitt Peak            | Spacewatch               |
| 247678         | 2003 AS1               | 2 de gener de 2003     | Socorro              | LINEAR                   |
| 247679         | 2003 AR4               | 1 de gener de 2003     | Kingsnake            | J. V. McClusky           |
| 247680         | 2003 AJ5               | 1 de gener de 2003     | Socorro              | LINEAR                   |
| 247681         | 2003 AU12              | 1 de gener de 2003     | Socorro              | LINEAR                   |
| 247682         | 2003 AU41              | 7 de gener de 2003     | Socorro              | LINEAR                   |
| 247683         | 2003 AE47              | 5 de gener de 2003     | Socorro              | LINEAR                   |
| 247684         | 2003 AN64              | 7 de gener de 2003     | Socorro              | LINEAR                   |
| 247685         | 2003 AF67              | 7 de gener de 2003     | Socorro              | LINEAR                   |
| 247686         | 2003 AY73              | 10 de gener de 2003    | Socorro              | LINEAR                   |
| 247687         | 2003 AO75              | 10 de gener de 2003    | Socorro              | LINEAR                   |
| 247688         | 2003 BQ7               | 26 de gener de 2003    | Kitt Peak            | Spacewatch               |
| 247689         | 2003 BM18              | 27 de gener de 2003    | Anderson Mesa        | LONEOS                   |
| 247690         | 2003 BA25              | 25 de gener de 2003    | Palomar              | NEAT                     |
| 247691         | 2003 BU27              | 26 de gener de 2003    | Anderson Mesa        | LONEOS                   |
| 247692         | 2003 BW29              | 27 de gener de 2003    | Socorro              | LINEAR                   |
| 247693         | 2003 BU31              | 27 de gener de 2003    | Socorro              | LINEAR                   |
| 247694         | 2003 BF36              | 26 de gener de 2003    | Kitt Peak            | Spacewatch               |
| 247695         | 2003 BE37              | 28 de gener de 2003    | Kitt Peak            | Spacewatch               |
| 247696         | 2003 BJ43              | 27 de gener de 2003    | Socorro              | LINEAR                   |
| 247697         | 2003 BE51              | 27 de gener de 2003    | Socorro              | LINEAR                   |
| 247698         | 2003 BZ51              | 27 de gener de 2003    | Socorro              | LINEAR                   |
| 247699         | 2003 BC74              | 29 de gener de 2003    | Palomar              | NEAT                     |
| 247700         | 2003 BC86              | 23 de gener de 2003    | Kitt Peak            | Spacewatch               |

## 247701-247800
| Nom    | Designació provisional | Data de descobriment   | Lloc de descobriment | Descobridor/s  |
| ------ | ---------------------- | ---------------------- | -------------------- | -------------- |
| 247701 | 2003 CS4               | 1 de febrer de 2003    | Socorro              | LINEAR         |
| 247702 | 2003 CC7               | 1 de febrer de 2003    | Socorro              | LINEAR         |
| 247703 | 2003 CF8               | 1 de febrer de 2003    | Socorro              | LINEAR         |
| 247704 | 2003 CT9               | 2 de febrer de 2003    | Socorro              | LINEAR         |
| 247705 | 2003 CF24              | 4 de febrer de 2003    | La Silla             | C. Barbieri    |
| 247706 | 2003 DJ4               | 21 de febrer de 2003   | Palomar              | NEAT           |
| 247707 | 2003 DA7               | 23 de febrer de 2003   | Campo Imperatore     | CINEOS         |
| 247708 | 2003 DT14              | 25 de febrer de 2003   | Campo Imperatore     | CINEOS         |
| 247709 | 2003 EV1               | 4 de març de 2003      | St. Veran            | St. Veran      |
| 247710 | 2003 EV10              | 6 de març de 2003      | Socorro              | LINEAR         |
| 247711 | 2003 EU31              | 7 de març de 2003      | Socorro              | LINEAR         |
| 247712 | 2003 EE39              | 8 de març de 2003      | Socorro              | LINEAR         |
| 247713 | 2003 EA57              | 9 de març de 2003      | Palomar              | NEAT           |
| 247714 | 2003 EA58              | 9 de març de 2003      | Socorro              | LINEAR         |
| 247715 | 2003 FT1               | 24 de març de 2003     | Crni Vrh             | H. Mikuz       |
| 247716 | 2003 FW17              | 24 de març de 2003     | Kitt Peak            | Spacewatch     |
| 247717 | 2003 FA20              | 23 de març de 2003     | Palomar              | NEAT           |
| 247718 | 2003 FT22              | 26 de març de 2003     | Socorro              | LINEAR         |
| 247719 | 2003 FD43              | 23 de març de 2003     | Kitt Peak            | Spacewatch     |
| 247720 | 2003 FS74              | 26 de març de 2003     | Palomar              | NEAT           |
| 247721 | 2003 FX83              | 28 de març de 2003     | Campo Imperatore     | CINEOS         |
| 247722 | 2003 FX89              | 29 de març de 2003     | Anderson Mesa        | LONEOS         |
| 247723 | 2003 FW90              | 29 de març de 2003     | Anderson Mesa        | LONEOS         |
| 247724 | 2003 FM98              | 30 de març de 2003     | Kitt Peak            | Spacewatch     |
| 247725 | 2003 FC123             | 26 de març de 2003     | Kitt Peak            | Spacewatch     |
| 247726 | 2003 FM131             | 26 de març de 2003     | Kitt Peak            | Spacewatch     |
| 247727 | 2003 GC21              | 4 d'abril de 2003      | Uccle                | Uccle          |
| 247728 | 2003 GX23              | 6 d'abril de 2003      | Kitt Peak            | Spacewatch     |
| 247729 | 2003 GG30              | 7 d'abril de 2003      | Kitt Peak            | Spacewatch     |
| 247730 | 2003 GK51              | 7 d'abril de 2003      | Bergisch Gladbac     | W. Bickel      |
| 247731 | 2003 HN6               | 25 d'abril de 2003     | Kitt Peak            | Spacewatch     |
| 247732 | 2003 HZ18              | 25 d'abril de 2003     | Kitt Peak            | Spacewatch     |
| 247733 | 2003 HW19              | 26 d'abril de 2003     | Haleakala            | NEAT           |
| 247734 | 2003 HD27              | 27 d'abril de 2003     | Anderson Mesa        | LONEOS         |
| 247735 | 2003 HY37              | 28 d'abril de 2003     | Anderson Mesa        | LONEOS         |
| 247736 | 2003 HP51              | 30 d'abril de 2003     | Socorro              | LINEAR         |
| 247737 | 2003 JD10              | 1 de maig de 2003      | Socorro              | LINEAR         |
| 247738 | 2003 KX1               | 22 de maig de 2003     | Kitt Peak            | Spacewatch     |
| 247739 | 2003 KZ34              | 29 de maig de 2003     | Socorro              | LINEAR         |
| 247740 | 2003 LY3               | 5 de juny de 2003      | Reedy Creek          | J. Broughton   |
| 247741 | 2003 LM5               | 5 de juny de 2003      | Kitt Peak            | Spacewatch     |
| 247742 | 2003 LJ6               | 8 de juny de 2003      | Siding Spring        | R. H. McNaught |
| 247743 | 2003 MX7               | 28 de juny de 2003     | Socorro              | LINEAR         |
| 247744 | 2003 ME9               | 28 de juny de 2003     | Socorro              | LINEAR         |
| 247745 | 2003 NX8               | 4 de juliol de 2003    | Anderson Mesa        | LONEOS         |
| 247746 | 2003 NK10              | 3 de juliol de 2003    | Kitt Peak            | Spacewatch     |
| 247747 | 2003 OT10              | 27 de juliol de 2003   | Reedy Creek          | J. Broughton   |
| 247748 | 2003 OL16              | 27 de juliol de 2003   | Socorro              | LINEAR         |
| 247749 | 2003 OT18              | 28 de juliol de 2003   | Haleakala            | NEAT           |
| 247750 | 2003 OW21              | 29 de juliol de 2003   | Socorro              | LINEAR         |
| 247751 | 2003 OG24              | 24 de juliol de 2003   | Palomar              | NEAT           |
| 247752 | 2003 OE31              | 30 de juliol de 2003   | Socorro              | LINEAR         |
| 247753 | 2003 PE                | 1 d'agost de 2003      | Reedy Creek          | J. Broughton   |
| 247754 | 2003 PU                | 1 d'agost de 2003      | Socorro              | LINEAR         |
| 247755 | 2003 PA1               | 1 d'agost de 2003      | Socorro              | LINEAR         |
| 247756 | 2003 PH5               | 4 d'agost de 2003      | Socorro              | LINEAR         |
| 247757 | 2003 PM8               | 3 d'agost de 2003      | Crni Vrh             | Crni Vrh       |
| 247758 | 2003 QH4               | 18 d'agost de 2003     | Campo Imperatore     | CINEOS         |
| 247759 | 2003 QE5               | 21 d'agost de 2003     | Campo Imperatore     | CINEOS         |
| 247760 | 2003 QN5               | 21 d'agost de 2003     | Socorro              | LINEAR         |
| 247761 | 2003 QC11              | 20 d'agost de 2003     | Crni Vrh             | Crni Vrh       |
| 247762 | 2003 QF15              | 20 d'agost de 2003     | Palomar              | NEAT           |
| 247763 | 2003 QX17              | 22 d'agost de 2003     | Palomar              | NEAT           |
| 247764 | 2003 QL26              | 22 d'agost de 2003     | Haleakala            | NEAT           |
| 247765 | 2003 QU40              | 22 d'agost de 2003     | Socorro              | LINEAR         |
| 247766 | 2003 QJ52              | 23 d'agost de 2003     | Socorro              | LINEAR         |
| 247767 | 2003 QN52              | 23 d'agost de 2003     | Socorro              | LINEAR         |
| 247768 | 2003 QB54              | 23 d'agost de 2003     | Socorro              | LINEAR         |
| 247769 | 2003 QE66              | 22 d'agost de 2003     | Palomar              | NEAT           |
| 247770 | 2003 QA74              | 24 d'agost de 2003     | Socorro              | LINEAR         |
| 247771 | 2003 QO87              | 25 d'agost de 2003     | Socorro              | LINEAR         |
| 247772 | 2003 QM90              | 28 d'agost de 2003     | Socorro              | LINEAR         |
| 247773 | 2003 QM100             | 28 d'agost de 2003     | Palomar              | NEAT           |
| 247774 | 2003 QZ101             | 30 d'agost de 2003     | Kitt Peak            | Spacewatch     |
| 247775 | 2003 QW105             | 30 d'agost de 2003     | Kitt Peak            | Spacewatch     |
| 247776 | 2003 QL107             | 31 d'agost de 2003     | Socorro              | LINEAR         |
| 247777 | 2003 QR110             | 31 d'agost de 2003     | Socorro              | LINEAR         |
| 247778 | 2003 RF                | 1 de setembre de 2003  | Socorro              | LINEAR         |
| 247779 | 2003 RU                | 2 de setembre de 2003  | Haleakala            | NEAT           |
| 247780 | 2003 RA1               | 1 de setembre de 2003  | Socorro              | LINEAR         |
| 247781 | 2003 RQ4               | 3 de setembre de 2003  | Socorro              | LINEAR         |
| 247782 | 2003 RZ7               | 3 de setembre de 2003  | Socorro              | LINEAR         |
| 247783 | 2003 RE11              | 13 de setembre de 2003 | Haleakala            | NEAT           |
| 247784 | 2003 RR13              | 15 de setembre de 2003 | Haleakala            | NEAT           |
| 247785 | 2003 RK17              | 15 de setembre de 2003 | Palomar              | NEAT           |
| 247786 | 2003 SR8               | 16 de setembre de 2003 | Kitt Peak            | Spacewatch     |
| 247787 | 2003 SL13              | 16 de setembre de 2003 | Kitt Peak            | Spacewatch     |
| 247788 | 2003 SE28              | 18 de setembre de 2003 | Palomar              | NEAT           |
| 247789 | 2003 SL38              | 16 de setembre de 2003 | Palomar              | NEAT           |
| 247790 | 2003 SZ38              | 16 de setembre de 2003 | Palomar              | NEAT           |
| 247791 | 2003 SK39              | 16 de setembre de 2003 | Palomar              | NEAT           |
| 247792 | 2003 SM40              | 16 de setembre de 2003 | Palomar              | NEAT           |
| 247793 | 2003 SR43              | 16 de setembre de 2003 | Anderson Mesa        | LONEOS         |
| 247794 | 2003 SR46              | 16 de setembre de 2003 | Anderson Mesa        | LONEOS         |
| 247795 | 2003 SX54              | 16 de setembre de 2003 | Anderson Mesa        | LONEOS         |
| 247796 | 2003 SL59              | 17 de setembre de 2003 | Anderson Mesa        | LONEOS         |
| 247797 | 2003 SN60              | 17 de setembre de 2003 | Kitt Peak            | Spacewatch     |
| 247798 | 2003 SR60              | 17 de setembre de 2003 | Kitt Peak            | Spacewatch     |
| 247799 | 2003 SR69              | 17 de setembre de 2003 | Kitt Peak            | Spacewatch     |
| 247800 | 2003 SF72              | 18 de setembre de 2003 | Kitt Peak            | Spacewatch     |

## 247801-247900
| Nom    | Designació provisional | Data de descobriment   | Lloc de descobriment | Descobridor/s            |
| ------ | ---------------------- | ---------------------- | -------------------- | ------------------------ |
| 247801 | 2003 SF74              | 18 de setembre de 2003 | Kitt Peak            | Spacewatch               |
| 247802 | 2003 SD76              | 18 de setembre de 2003 | Kitt Peak            | Spacewatch               |
| 247803 | 2003 SD89              | 18 de setembre de 2003 | Socorro              | LINEAR                   |
| 247804 | 2003 SS90              | 18 de setembre de 2003 | Socorro              | LINEAR                   |
| 247805 | 2003 SF96              | 19 de setembre de 2003 | Socorro              | LINEAR                   |
| 247806 | 2003 SV105             | 20 de setembre de 2003 | Palomar              | NEAT                     |
| 247807 | 2003 SD110             | 20 de setembre de 2003 | Palomar              | NEAT                     |
| 247808 | 2003 SS110             | 20 de setembre de 2003 | Palomar              | NEAT                     |
| 247809 | 2003 SN111             | 19 de setembre de 2003 | Haleakala            | NEAT                     |
| 247810 | 2003 SE117             | 16 de setembre de 2003 | Kitt Peak            | Spacewatch               |
| 247811 | 2003 SY121             | 17 de setembre de 2003 | Campo Imperatore     | CINEOS                   |
| 247812 | 2003 SB124             | 18 de setembre de 2003 | Goodricke-Pigott     | R. A. Tucker             |
| 247813 | 2003 SW137             | 21 de setembre de 2003 | Socorro              | LINEAR                   |
| 247814 | 2003 SF141             | 19 de setembre de 2003 | Haleakala            | NEAT                     |
| 247815 | 2003 SS142             | 20 de setembre de 2003 | Socorro              | LINEAR                   |
| 247816 | 2003 SQ144             | 19 de setembre de 2003 | Palomar              | NEAT                     |
| 247817 | 2003 SF147             | 20 de setembre de 2003 | Palomar              | NEAT                     |
| 247818 | 2003 SX150             | 17 de setembre de 2003 | Socorro              | LINEAR                   |
| 247819 | 2003 SM154             | 19 de setembre de 2003 | Anderson Mesa        | LONEOS                   |
| 247820 | 2003 SC156             | 19 de setembre de 2003 | Anderson Mesa        | LONEOS                   |
| 247821 | 2003 SN170             | 22 de setembre de 2003 | Uccle                | T. Pauwels               |
| 247822 | 2003 SH180             | 19 de setembre de 2003 | Haleakala            | NEAT                     |
| 247823 | 2003 SG185             | 21 de setembre de 2003 | Haleakala            | NEAT                     |
| 247824 | 2003 SD187             | 22 de setembre de 2003 | Anderson Mesa        | LONEOS                   |
| 247825 | 2003 SF190             | 24 de setembre de 2003 | Palomar              | NEAT                     |
| 247826 | 2003 SC193             | 20 de setembre de 2003 | Palomar              | NEAT                     |
| 247827 | 2003 SN198             | 21 de setembre de 2003 | Anderson Mesa        | LONEOS                   |
| 247828 | 2003 SD208             | 23 de setembre de 2003 | Palomar              | NEAT                     |
| 247829 | 2003 SQ217             | 27 de setembre de 2003 | Desert Eagle         | W. K. Y. Yeung           |
| 247830 | 2003 SG218             | 27 de setembre de 2003 | Kitt Peak            | Spacewatch               |
| 247831 | 2003 SP232             | 24 de setembre de 2003 | Haleakala            | NEAT                     |
| 247832 | 2003 SW245             | 26 de setembre de 2003 | Socorro              | LINEAR                   |
| 247833 | 2003 SO251             | 26 de setembre de 2003 | Socorro              | LINEAR                   |
| 247834 | 2003 SF254             | 27 de setembre de 2003 | Kitt Peak            | Spacewatch               |
| 247835 | 2003 ST255             | 27 de setembre de 2003 | Kitt Peak            | Spacewatch               |
| 247836 | 2003 SA258             | 28 de setembre de 2003 | Socorro              | LINEAR                   |
| 247837 | 2003 SV266             | 29 de setembre de 2003 | Socorro              | LINEAR                   |
| 247838 | 2003 SF275             | 29 de setembre de 2003 | Socorro              | LINEAR                   |
| 247839 | 2003 SJ280             | 18 de setembre de 2003 | Socorro              | LINEAR                   |
| 247840 | 2003 SK282             | 19 de setembre de 2003 | Anderson Mesa        | LONEOS                   |
| 247841 | 2003 SQ283             | 20 de setembre de 2003 | Socorro              | LINEAR                   |
| 247842 | 2003 SM292             | 25 de setembre de 2003 | Palomar              | NEAT                     |
| 247843 | 2003 ST318             | 18 de setembre de 2003 | Kitt Peak            | Spacewatch               |
| 247844 | 2003 SZ318             | 19 de setembre de 2003 | Anderson Mesa        | LONEOS                   |
| 247845 | 2003 SA322             | 26 de setembre de 2003 | Apache Point         | Sloan Digital Sky Survey |
| 247846 | 2003 SS350             | 19 de setembre de 2003 | Kitt Peak            | Spacewatch               |
| 247847 | 2003 SH352             | 19 de setembre de 2003 | Kitt Peak            | Spacewatch               |
| 247848 | 2003 SF369             | 26 de setembre de 2003 | Apache Point         | Sloan Digital Sky Survey |
| 247849 | 2003 SX412             | 28 de setembre de 2003 | Kitt Peak            | Spacewatch               |
| 247850 | 2003 SX418             | 28 de setembre de 2003 | Apache Point         | Sloan Digital Sky Survey |
| 247851 | 2003 TY5               | 3 d'octubre de 2003    | Kitt Peak            | Spacewatch               |
| 247852 | 2003 TY11              | 14 d'octubre de 2003   | Anderson Mesa        | LONEOS                   |
| 247853 | 2003 TN18              | 15 d'octubre de 2003   | Anderson Mesa        | LONEOS                   |
| 247854 | 2003 TV19              | 15 d'octubre de 2003   | Anderson Mesa        | LONEOS                   |
| 247855 | 2003 UC4               | 16 d'octubre de 2003   | Palomar              | NEAT                     |
| 247856 | 2003 UR7               | 18 d'octubre de 2003   | Kingsnake            | J. V. McClusky           |
| 247857 | 2003 UN36              | 16 d'octubre de 2003   | Palomar              | NEAT                     |
| 247858 | 2003 UA38              | 17 d'octubre de 2003   | Socorro              | LINEAR                   |
| 247859 | 2003 UJ47              | 20 d'octubre de 2003   | Goodricke-Pigott     | R. A. Tucker             |
| 247860 | 2003 UM47              | 20 d'octubre de 2003   | Goodricke-Pigott     | R. A. Tucker             |
| 247861 | 2003 UB53              | 18 d'octubre de 2003   | Palomar              | NEAT                     |
| 247862 | 2003 UL55              | 18 d'octubre de 2003   | Palomar              | NEAT                     |
| 247863 | 2003 UQ74              | 17 d'octubre de 2003   | Kitt Peak            | Spacewatch               |
| 247864 | 2003 UC76              | 17 d'octubre de 2003   | Kitt Peak            | Spacewatch               |
| 247865 | 2003 UD80              | 17 d'octubre de 2003   | Goodricke-Pigott     | R. A. Tucker             |
| 247866 | 2003 UH82              | 19 d'octubre de 2003   | Kitt Peak            | Spacewatch               |
| 247867 | 2003 UU94              | 18 d'octubre de 2003   | Kitt Peak            | Spacewatch               |
| 247868 | 2003 UY98              | 19 d'octubre de 2003   | Kitt Peak            | Spacewatch               |
| 247869 | 2003 UW108             | 19 d'octubre de 2003   | Kitt Peak            | Spacewatch               |
| 247870 | 2003 UU110             | 19 d'octubre de 2003   | Kitt Peak            | Spacewatch               |
| 247871 | 2003 UA121             | 18 d'octubre de 2003   | Kitt Peak            | Spacewatch               |
| 247872 | 2003 UH135             | 21 d'octubre de 2003   | Anderson Mesa        | LONEOS                   |
| 247873 | 2003 UH141             | 18 d'octubre de 2003   | Anderson Mesa        | LONEOS                   |
| 247874 | 2003 UJ145             | 18 d'octubre de 2003   | Anderson Mesa        | LONEOS                   |
| 247875 | 2003 UO145             | 18 d'octubre de 2003   | Anderson Mesa        | LONEOS                   |
| 247876 | 2003 UP151             | 21 d'octubre de 2003   | Socorro              | LINEAR                   |
| 247877 | 2003 UU152             | 21 d'octubre de 2003   | Socorro              | LINEAR                   |
| 247878 | 2003 UX153             | 19 d'octubre de 2003   | Kitt Peak            | Spacewatch               |
| 247879 | 2003 UR161             | 21 d'octubre de 2003   | Socorro              | LINEAR                   |
| 247880 | 2003 UW162             | 21 d'octubre de 2003   | Socorro              | LINEAR                   |
| 247881 | 2003 UG169             | 22 d'octubre de 2003   | Socorro              | LINEAR                   |
| 247882 | 2003 UN171             | 19 d'octubre de 2003   | Kitt Peak            | Spacewatch               |
| 247883 | 2003 UF178             | 21 d'octubre de 2003   | Palomar              | NEAT                     |
| 247884 | 2003 UV183             | 21 d'octubre de 2003   | Palomar              | NEAT                     |
| 247885 | 2003 UU184             | 21 d'octubre de 2003   | Kitt Peak            | Spacewatch               |
| 247886 | 2003 UR191             | 23 d'octubre de 2003   | Anderson Mesa        | LONEOS                   |
| 247887 | 2003 UK195             | 20 d'octubre de 2003   | Kitt Peak            | Spacewatch               |
| 247888 | 2003 UJ207             | 22 d'octubre de 2003   | Kitt Peak            | Spacewatch               |
| 247889 | 2003 UA210             | 23 d'octubre de 2003   | Anderson Mesa        | LONEOS                   |
| 247890 | 2003 UY216             | 21 d'octubre de 2003   | Palomar              | NEAT                     |
| 247891 | 2003 UB222             | 22 d'octubre de 2003   | Kitt Peak            | Spacewatch               |
| 247892 | 2003 UA226             | 22 d'octubre de 2003   | Kitt Peak            | Spacewatch               |
| 247893 | 2003 UX228             | 23 d'octubre de 2003   | Anderson Mesa        | LONEOS                   |
| 247894 | 2003 UN236             | 22 d'octubre de 2003   | Haleakala            | NEAT                     |
| 247895 | 2003 UC243             | 24 d'octubre de 2003   | Socorro              | LINEAR                   |
| 247896 | 2003 UG243             | 24 d'octubre de 2003   | Haleakala            | NEAT                     |
| 247897 | 2003 UD244             | 24 d'octubre de 2003   | Socorro              | LINEAR                   |
| 247898 | 2003 UV246             | 24 d'octubre de 2003   | Socorro              | LINEAR                   |
| 247899 | 2003 UV249             | 25 d'octubre de 2003   | Socorro              | LINEAR                   |
| 247900 | 2003 UL275             | 29 d'octubre de 2003   | Socorro              | LINEAR                   |

## 247901-248000
| Nom    | Designació provisional | Data de descobriment   | Lloc de descobriment | Descobridor/s            |
| ------ | ---------------------- | ---------------------- | -------------------- | ------------------------ |
| 247901 | 2003 UF277             | 25 d'octubre de 2003   | Kitt Peak            | Spacewatch               |
| 247902 | 2003 UJ281             | 28 d'octubre de 2003   | Socorro              | LINEAR                   |
| 247903 | 2003 UO296             | 16 d'octubre de 2003   | Kitt Peak            | Spacewatch               |
| 247904 | 2003 UC315             | 25 d'octubre de 2003   | Socorro              | LINEAR                   |
| 247905 | 2003 UE338             | 18 d'octubre de 2003   | Apache Point         | Sloan Digital Sky Survey |
| 247906 | 2003 UR353             | 19 d'octubre de 2003   | Apache Point         | Sloan Digital Sky Survey |
| 247907 | 2003 UE373             | 22 d'octubre de 2003   | Apache Point         | Sloan Digital Sky Survey |
| 247908 | 2003 VS                | 5 de novembre de 2003  | Socorro              | LINEAR                   |
| 247909 | 2003 VA5               | 15 de novembre de 2003 | Kitt Peak            | Spacewatch               |
| 247910 | 2003 VC11              | 15 de novembre de 2003 | Palomar              | NEAT                     |
| 247911 | 2003 VO12              | 4 de novembre de 2003  | Socorro              | LINEAR                   |
| 247912 | 2003 WO22              | 20 de novembre de 2003 | Socorro              | LINEAR                   |
| 247913 | 2003 WA27              | 16 de novembre de 2003 | Kitt Peak            | Spacewatch               |
| 247914 | 2003 WN29              | 18 de novembre de 2003 | Kitt Peak            | Spacewatch               |
| 247915 | 2003 WT29              | 18 de novembre de 2003 | Kitt Peak            | Spacewatch               |
| 247916 | 2003 WO34              | 19 de novembre de 2003 | Kitt Peak            | Spacewatch               |
| 247917 | 2003 WJ38              | 19 de novembre de 2003 | Socorro              | LINEAR                   |
| 247918 | 2003 WB47              | 18 de novembre de 2003 | Kitt Peak            | Spacewatch               |
| 247919 | 2003 WK57              | 18 de novembre de 2003 | Palomar              | NEAT                     |
| 247920 | 2003 WF65              | 19 de novembre de 2003 | Kitt Peak            | Spacewatch               |
| 247921 | 2003 WA67              | 19 de novembre de 2003 | Kitt Peak            | Spacewatch               |
| 247922 | 2003 WO67              | 19 de novembre de 2003 | Kitt Peak            | Spacewatch               |
| 247923 | 2003 WF71              | 20 de novembre de 2003 | Palomar              | NEAT                     |
| 247924 | 2003 WH74              | 20 de novembre de 2003 | Socorro              | LINEAR                   |
| 247925 | 2003 WD87              | 21 de novembre de 2003 | Socorro              | LINEAR                   |
| 247926 | 2003 WU100             | 21 de novembre de 2003 | Palomar              | NEAT                     |
| 247927 | 2003 WR101             | 21 de novembre de 2003 | Socorro              | LINEAR                   |
| 247928 | 2003 WT125             | 20 de novembre de 2003 | Socorro              | LINEAR                   |
| 247929 | 2003 WZ132             | 21 de novembre de 2003 | Socorro              | LINEAR                   |
| 247930 | 2003 WK136             | 21 de novembre de 2003 | Socorro              | LINEAR                   |
| 247931 | 2003 WG146             | 23 de novembre de 2003 | Palomar              | NEAT                     |
| 247932 | 2003 WB159             | 29 de novembre de 2003 | Kitt Peak            | Spacewatch               |
| 247933 | 2003 WL162             | 30 de novembre de 2003 | Socorro              | LINEAR                   |
| 247934 | 2003 WJ189             | 20 de novembre de 2003 | Palomar              | NEAT                     |
| 247935 | 2003 WS190             | 29 de novembre de 2003 | Socorro              | LINEAR                   |
| 247936 | 2003 XJ1               | 1 de desembre de 2003  | Socorro              | LINEAR                   |
| 247937 | 2003 XQ14              | 4 de desembre de 2003  | Socorro              | LINEAR                   |
| 247938 | 2003 XK16              | 14 de desembre de 2003 | Palomar              | NEAT                     |
| 247939 | 2003 XW17              | 14 de desembre de 2003 | Kitt Peak            | Spacewatch               |
| 247940 | 2003 XX21              | 15 de desembre de 2003 | Kitt Peak            | Spacewatch               |
| 247941 | 2003 XN42              | 15 de desembre de 2003 | Socorro              | LINEAR                   |
| 247942 | 2003 XM43              | 4 de desembre de 2003  | Socorro              | LINEAR                   |
| 247943 | 2003 YH7               | 17 de desembre de 2003 | Kitt Peak            | Spacewatch               |
| 247944 | 2003 YO10              | 17 de desembre de 2003 | Socorro              | LINEAR                   |
| 247945 | 2003 YU12              | 17 de desembre de 2003 | Anderson Mesa        | LONEOS                   |
| 247946 | 2003 YE20              | 17 de desembre de 2003 | Kitt Peak            | Spacewatch               |
| 247947 | 2003 YP20              | 17 de desembre de 2003 | Kitt Peak            | Spacewatch               |
| 247948 | 2003 YD28              | 17 de desembre de 2003 | Palomar              | NEAT                     |
| 247949 | 2003 YN33              | 17 de desembre de 2003 | Catalina             | CSS                      |
| 247950 | 2003 YE40              | 19 de desembre de 2003 | Kitt Peak            | Spacewatch               |
| 247951 | 2003 YR43              | 19 de desembre de 2003 | Socorro              | LINEAR                   |
| 247952 | 2003 YE46              | 17 de desembre de 2003 | Socorro              | LINEAR                   |
| 247953 | 2003 YF63              | 19 de desembre de 2003 | Socorro              | LINEAR                   |
| 247954 | 2003 YP67              | 19 de desembre de 2003 | Socorro              | LINEAR                   |
| 247955 | 2003 YW70              | 18 de desembre de 2003 | Socorro              | LINEAR                   |
| 247956 | 2003 YC77              | 18 de desembre de 2003 | Socorro              | LINEAR                   |
| 247957 | 2003 YH79              | 18 de desembre de 2003 | Socorro              | LINEAR                   |
| 247958 | 2003 YH99              | 19 de desembre de 2003 | Socorro              | LINEAR                   |
| 247959 | 2003 YX106             | 22 de desembre de 2003 | Catalina             | CSS                      |
| 247960 | 2003 YL117             | 27 de desembre de 2003 | Socorro              | LINEAR                   |
| 247961 | 2003 YA123             | 27 de desembre de 2003 | Socorro              | LINEAR                   |
| 247962 | 2003 YZ130             | 28 de desembre de 2003 | Socorro              | LINEAR                   |
| 247963 | 2003 YY136             | 27 de desembre de 2003 | Catalina             | CSS                      |
| 247964 | 2003 YF139             | 28 de desembre de 2003 | Socorro              | LINEAR                   |
| 247965 | 2003 YO148             | 29 de desembre de 2003 | Socorro              | LINEAR                   |
| 247966 | 2003 YQ148             | 29 de desembre de 2003 | Catalina             | CSS                      |
| 247967 | 2003 YD149             | 29 de desembre de 2003 | Catalina             | CSS                      |
| 247968 | 2003 YN150             | 29 de desembre de 2003 | Socorro              | LINEAR                   |
| 247969 | 2004 AG17              | 15 de gener de 2004    | Kitt Peak            | Spacewatch               |
| 247970 | 2004 AJ20              | 15 de gener de 2004    | Kitt Peak            | Spacewatch               |
| 247971 | 2004 BA48              | 21 de gener de 2004    | Socorro              | LINEAR                   |
| 247972 | 2004 BB73              | 24 de gener de 2004    | Socorro              | LINEAR                   |
| 247973 | 2004 BJ84              | 25 de gener de 2004    | Haleakala            | NEAT                     |
| 247974 | 2004 BR101             | 29 de gener de 2004    | Socorro              | LINEAR                   |
| 247975 | 2004 BZ101             | 29 de gener de 2004    | Socorro              | LINEAR                   |
| 247976 | 2004 BF102             | 29 de gener de 2004    | Kitt Peak            | Spacewatch               |
| 247977 | 2004 BK104             | 23 de gener de 2004    | Socorro              | LINEAR                   |
| 247978 | 2004 BJ105             | 24 de gener de 2004    | Socorro              | LINEAR                   |
| 247979 | 2004 CM5               | 10 de febrer de 2004   | Palomar              | NEAT                     |
| 247980 | 2004 CF14              | 11 de febrer de 2004   | Palomar              | NEAT                     |
| 247981 | 2004 CT16              | 11 de febrer de 2004   | Kitt Peak            | Spacewatch               |
| 247982 | 2004 CE18              | 10 de febrer de 2004   | Palomar              | NEAT                     |
| 247983 | 2004 CZ32              | 12 de febrer de 2004   | Kitt Peak            | Spacewatch               |
| 247984 | 2004 CL71              | 13 de febrer de 2004   | Kitt Peak            | Spacewatch               |
| 247985 | 2004 CB72              | 13 de febrer de 2004   | Palomar              | NEAT                     |
| 247986 | 2004 CU77              | 11 de febrer de 2004   | Palomar              | NEAT                     |
| 247987 | 2004 CV77              | 11 de febrer de 2004   | Palomar              | NEAT                     |
| 247988 | 2004 CF78              | 11 de febrer de 2004   | Palomar              | NEAT                     |
| 247989 | 2004 CW91              | 14 de febrer de 2004   | Kitt Peak            | Spacewatch               |
| 247990 | 2004 CG118             | 11 de febrer de 2004   | Kitt Peak            | Spacewatch               |
| 247991 | 2004 CA122             | 12 de febrer de 2004   | Kitt Peak            | Spacewatch               |
| 247992 | 2004 CF122             | 12 de febrer de 2004   | Palomar              | NEAT                     |
| 247993 | 2004 CL123             | 12 de febrer de 2004   | Kitt Peak            | Spacewatch               |
| 247994 | 2004 CO128             | 14 de febrer de 2004   | Palomar              | NEAT                     |
| 247995 | 2004 DJ10              | 18 de febrer de 2004   | Desert Eagle         | W. K. Y. Yeung           |
| 247996 | 2004 DV12              | 16 de febrer de 2004   | Catalina             | CSS                      |
| 247997 | 2004 DT22              | 18 de febrer de 2004   | Socorro              | LINEAR                   |
| 247998 | 2004 DS46              | 19 de febrer de 2004   | Socorro              | LINEAR                   |
| 247999 | 2004 DN55              | 22 de febrer de 2004   | Kitt Peak            | Spacewatch               |
| 248000 | 2004 DX59              | 26 de febrer de 2004   | Desert Eagle         | W. K. Y. Yeung           |